# Fresnoy-le-Grand
Pour les articles homonymes, voir Fresnoy.
Fresnoy-le-Grand est une commune française située dans le département de l'Aisne, en région Hauts-de-France.

## Géographie

### Description
Fresnoy-le-Grand est un gros bourg industriel  picard du Vermandois, situé à quinze kilomètres au nord-est de Saint-Quentin, à 28 km au sud-est de Cambrai et à une cinquantaine de kilomètres de la frontière belge.
Il se trouve dans l'aire d'attraction de Saint-Quentin ainsi que dans sa zone d'emploi, dans le bassin de vie de Bohain-en-Vermandois, et est la ville-centre de son unité urbaine

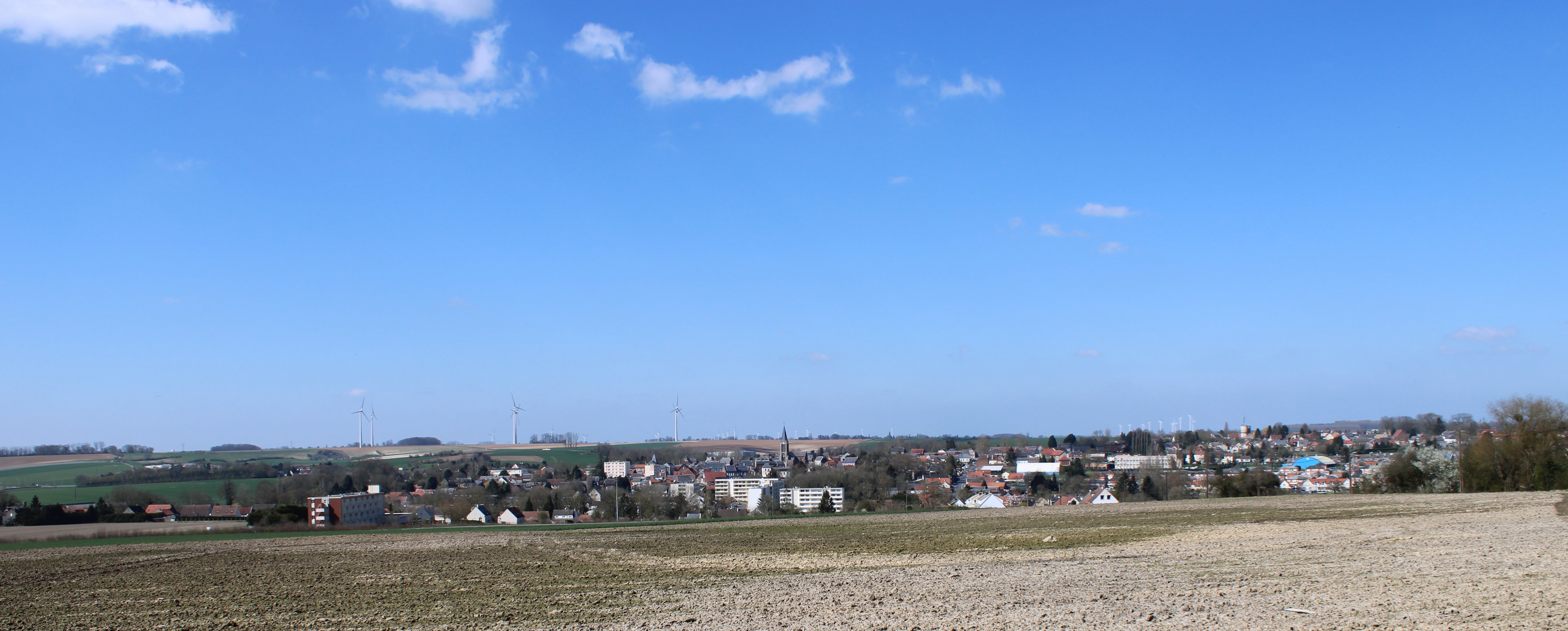
Panorama de la ville depuis les hauteurs de la déviation.

### Communes limitrophes
Les communes limitrophes sont  Bohain-en-Vermandois, Brancourt-le-Grand, Croix-Fonsomme, Montbrehain, Seboncourt et Étaves-et-Bocquiaux.
| Brancourt-le-Grand | Bohain-en-Vermandois |                     |
| Montbrehain        | Fresnoy-le-Grand     | Seboncourt          |
|                    | Croix-Fonsomme       | Étaves-et-Bocquiaux |

### Géologie et relief
La superficie de la commune est de 1 507 hectares ; son altitude varie entre 96 et 157 mètres

### Hydrographie

#### Réseau hydrographique

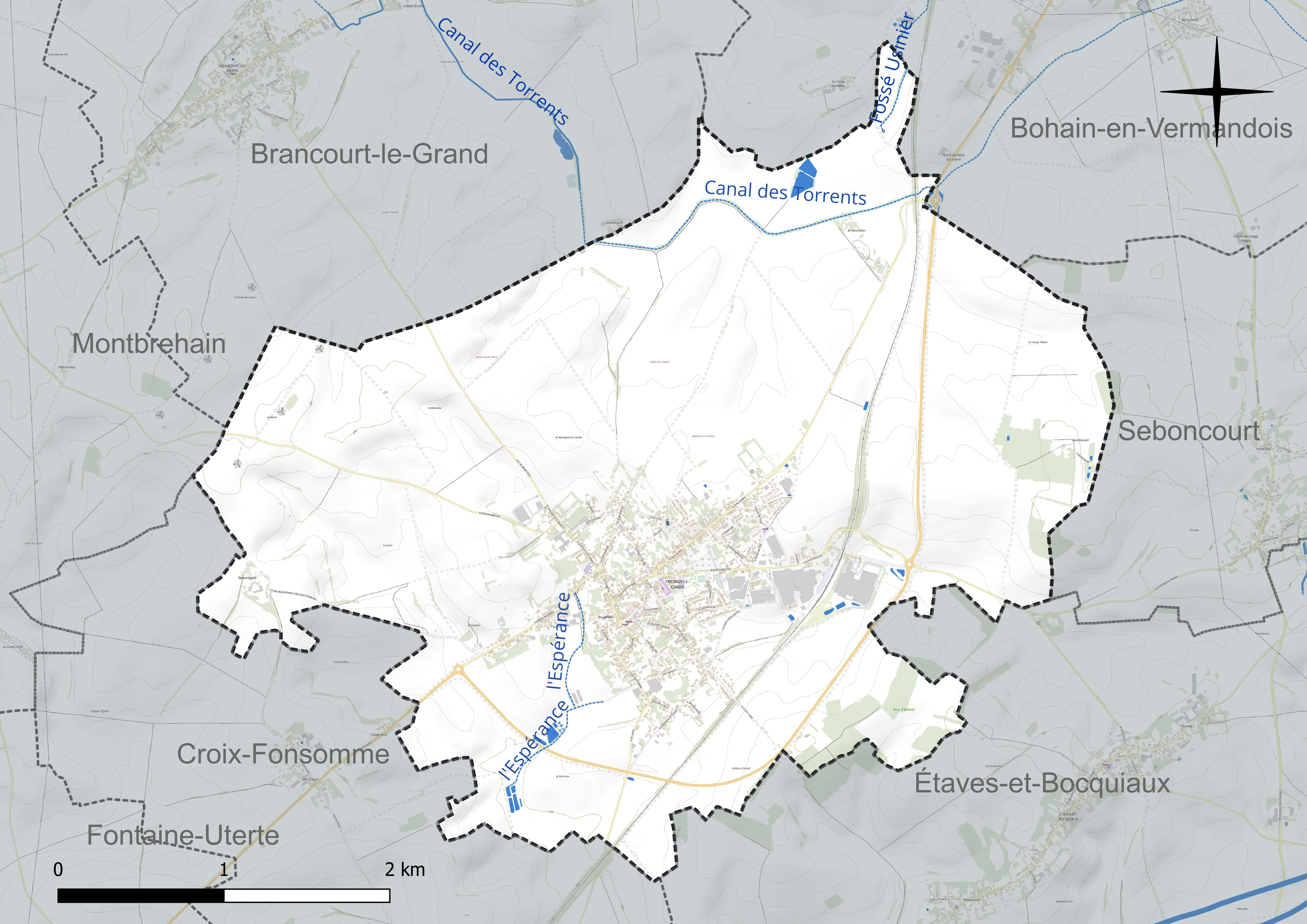
Réseau hydrographique de Fresnoy-le-Grand.

La commune est située dans le bassin Artois-Picardie. 
Elle est drainée par le canal des Torrents, le fossé Usinier et l'Espérance,.
Le canal des Torrents, d'une longueur de 30 km, prend sa source dans la commune de L'Abergement-Clémenciat et se jette  dans l'Escaut à L'Abergement-Clémenciat, après avoir traversé neuf communes.

#### Gestion et qualité des eaux
Le territoire communal est couvert par le schéma d'aménagement et de gestion des eaux (SAGE) « Escaut ». Ce document de planification concerne un territoire de 2 005 km2 de superficie, délimité par le bassin versant de l'Escaut. Le périmètre a été arrêté le 9 juin 2006 et le SAGE proprement dit a été approuvé le 13 juillet 2021. La structure porteuse de l'élaboration et de la mise en œuvre est le syndicat mixte Escaut et Affluents (SyMEA).
La qualité des cours d'eau peut être consultée sur un site dédié géré par les agences de l'eau et l'Agence française pour la biodiversité.

### Climat
Pour des articles plus généraux, voir Climat des Hauts-de-France et Climat de l'Aisne.
En 2010, le climat de la commune est de type climat océanique dégradé des plaines du Centre et du Nord, selon une étude du CNRS s'appuyant sur une série de données couvrant la période 1971-2000. En 2020, Météo-France publie une typologie des climats de la France métropolitaine dans laquelle la commune est dans une zone de transition entre le climat océanique et le climat océanique altéré et est dans la région climatique Nord-est du bassin Parisien, caractérisée par un ensoleillement médiocre, une pluviométrie moyenne régulièrement répartie au cours de l'année et un hiver froid (3 °C).
Pour la période 1971-2000, la température annuelle moyenne est de 10,1 °C, avec une amplitude thermique annuelle de 14,9 °C. Le cumul annuel moyen de précipitations est de 773 mm, avec 12,4 jours de précipitations en janvier et 9,2 jours en juillet. Pour la période 1991-2020, la température moyenne annuelle observée sur la station météorologique la plus proche, située sur la commune de Fontaine-lès-Clercs à 21 km à vol d'oiseau, est de 10,8 °C et le cumul annuel moyen de précipitations est de 683,4 mm,. Pour l'avenir, les paramètres climatiques de la commune estimés pour 2050 selon différents scénarios d'émission de gaz à effet de serre sont consultables sur un site dédié publié par Météo-France en novembre 2022.

## Urbanisme

### Typologie
Au 1er janvier 2024, Fresnoy-le-Grand est catégorisée bourg rural, selon la nouvelle grille communale de densité à 7 niveaux définie par l'Insee en 2022.
Elle appartient à l'unité urbaine de Fresnoy-le-Grand, une unité urbaine monocommunale constituant une ville isolée,. 
Par ailleurs la commune fait partie de l'aire d'attraction de Saint-Quentin, dont elle est une commune de la couronne,. Cette aire, qui regroupe 120 communes, est catégorisée dans les aires de 50 000 à moins de 200 000 habitants,.

### Occupation des sols

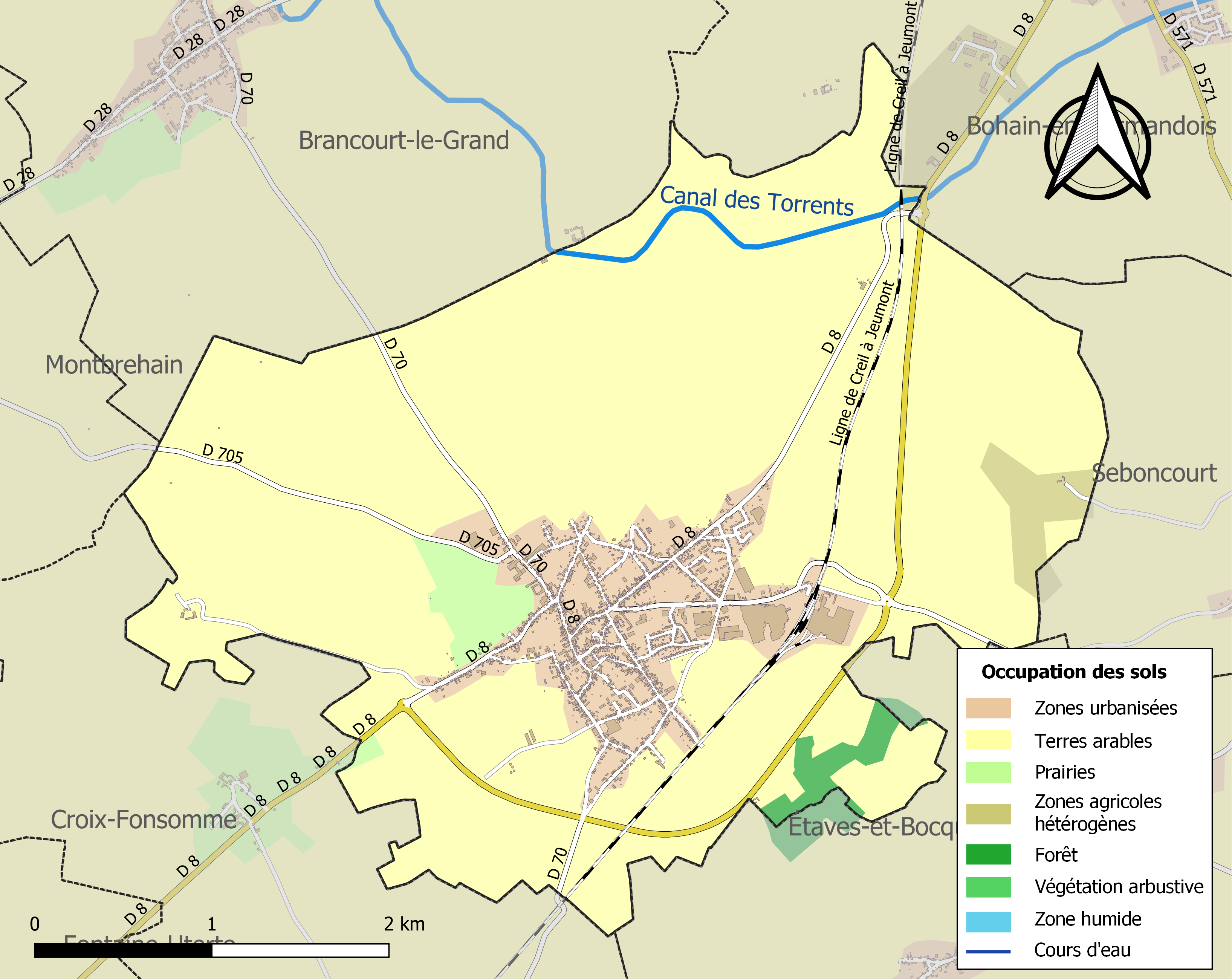
Carte de l'occupation des sols de la commune en 2018 (CLC).

L'occupation des sols de la commune, telle qu'elle ressort de la base de données européenne d'occupation biophysique des sols Corine Land Cover (CLC), est marquée par l'importance des territoires agricoles (86,9 % en 2018), une proportion sensiblement équivalente à celle de 1990 (87,7 %). 
La répartition détaillée en 2018 est la suivante :  terres arables (83,3 %), zones urbanisées (9,9 %), zones industrielles ou commerciales et réseaux de communication (2,2 %), prairies (1,9 %), zones agricoles hétérogènes (1,6 %), forêts (1,1 %).
L'évolution de l'occupation des sols de la commune et de ses infrastructures peut être observée sur les différentes représentations cartographiques du territoire : la carte de Cassini (XVIIIe siècle), la carte d'état-major (1820-1866) et les cartes ou photos aériennes de l'IGN pour la période actuelle (1950 à aujourd'hui).

### Habitat et logement
En 2021, le nombre total de logements dans la commune était de 1 455, alors qu'il était de 1 398 en 2016 et de 1 382 en 2011. 
Parmi ces logements, 87,8 % étaient des résidences principales, 0,7 % des résidences secondaires et 11,5 % des logements vacants. Ces logements étaient pour 76,8 % d'entre eux des maisons individuelles et pour 23,2 % des appartements. 
Le tableau ci-dessous présente la typologie des logements à Fresnoy-le-Grand en 2021 en comparaison avec celle de l'Aisne et de la France entière. Une caractéristique marquante du parc de logements est ainsi la faible proportion des résidences secondaires et logements occasionnels (0,7 %) par rapport au département (3,4 %) et à la France entière (9,7 %). 
| Typologie                                               | Fresnoy-le-Grand | Aisne | France entière |
| ------------------------------------------------------- | ---------------- | ----- | -------------- |
| Résidences principales (en %)                           | 87,8             | 86,7  | 82,2           |
| Résidences secondaires et logements occasionnels (en %) | 0,7              | 3,4   | 9,7            |
| Logements vacants (en %)                                | 11,5             | 9,9   | 8,1            |

### Voies de communication et transports
Le bourg est desservi par la route départementale RD 8 reliant Saint-Quentin au Cateau-Cambrésis et est aisément accessible par l'autoroute A26.
La Gare de Fresnoy-le-Grand est desservie par les trains TER Hauts-de-France qui effectuent des missions entre les gares de Saint-Quentin, d'une part, et de Busigny, de Cambrai, de Douai, de Lille-Flandres, de Tergnier ou de Busigny, d'autre part.

## Toponymie

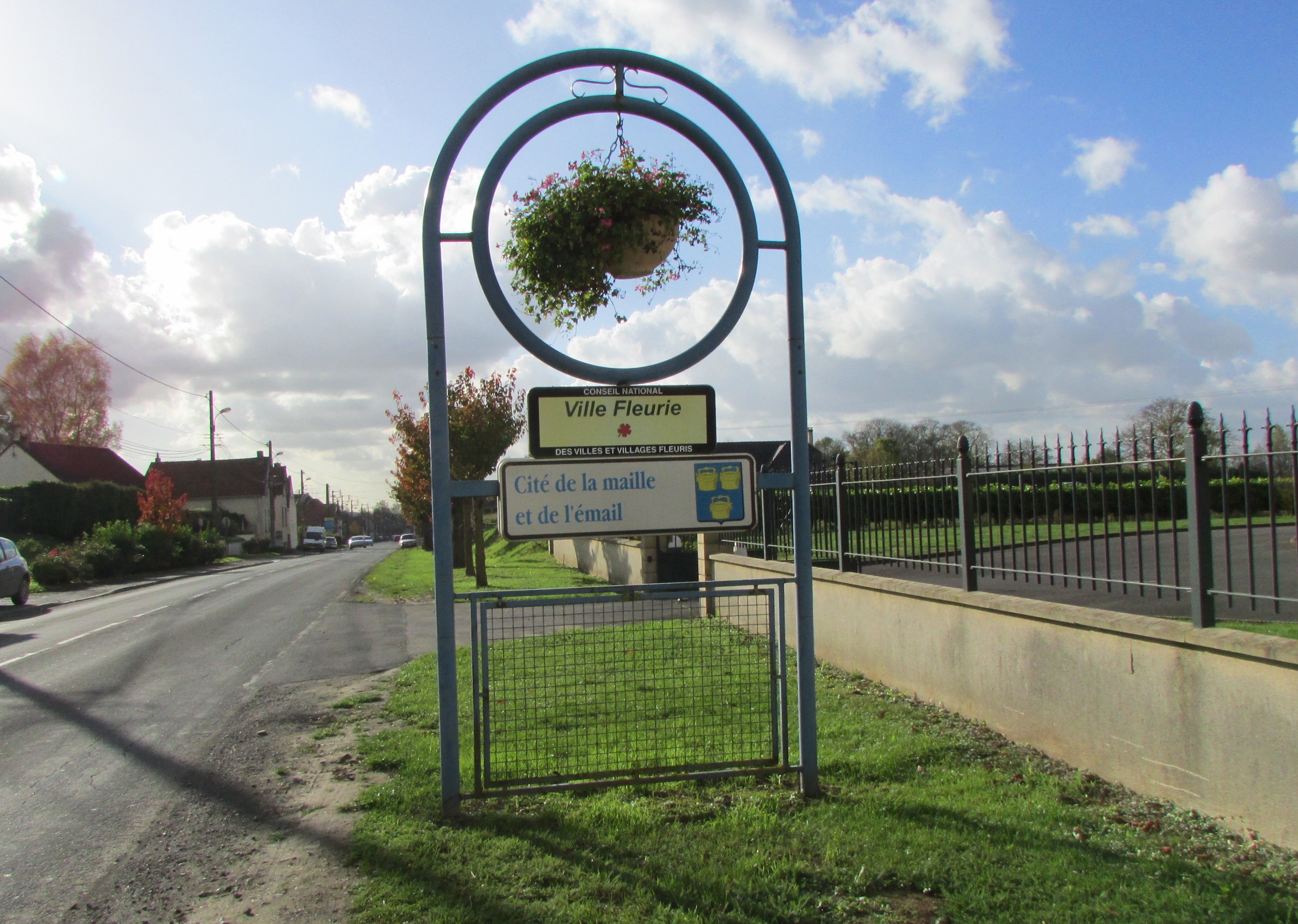

Le village apparaît pour la première fois en 954 sous le nom de Fraxiniacus ; Fransiniacus, Fraisindum, Fraisnedum, Frainetum, Fransnium, Frainocetum en 1151 dans un cartulaire de l'abbaye d'Homblières, Fraisnoyt, Frasnetum, Fraxinatum, Fraisnetum, Fraisnoy, Fresnoit, Fresnetum, In territorio de Fresneto-in-Arrouagis, Frainetum-in-Veromandum, Grand-Fresnoy en 1577, Frasnoy, Saint-Eloy-du-Grand-Fresnoy, Fresnoi-le-Grand sur la carte de Cassini.
Fresnoy est la forme picarde correspondant à l'ancien français fresnai, fresnei « frênaie, lieu où poussent des frênes » et doit son nom à la prédominance de cet arbre, en cet endroit de la grande forêt d'Arrouaise[réf. nécessaire].

## Histoire
Carte de Cassini

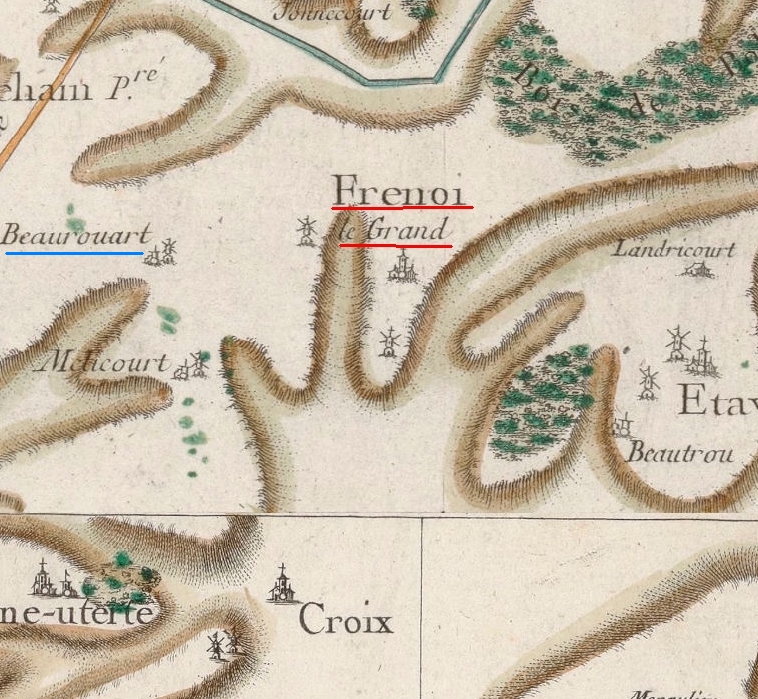
Carte de Cassini du secteur, vers 1750.

Sur la carte de Cassini, datant du XVIIIe siècle, Fresnoy est une paroisse qui n'est traversée par aucun chemin empierré.
Trois moulins à vent en bois existaient sur le terroir dont un près du hameau de Beaurouart qui s'est écrit Biaurevart en 1202 dans un cartulaire de l'Abbaye de Fervaques. Cet endroit est aujourd'hui une ferme dénommée Beauregard.
XIXe siècle
Le village a connu une forte expansion économique à partir du milieu du XIXe siècle, grâce à l'ouverture par la Compagnie des chemins de fer du Nord, en 1855, de la section de Saint-Quentin à Jeumont de la ligne de Creil à Jeumont.

Cartes postales anciennes : avant la Première Guerre mondiale
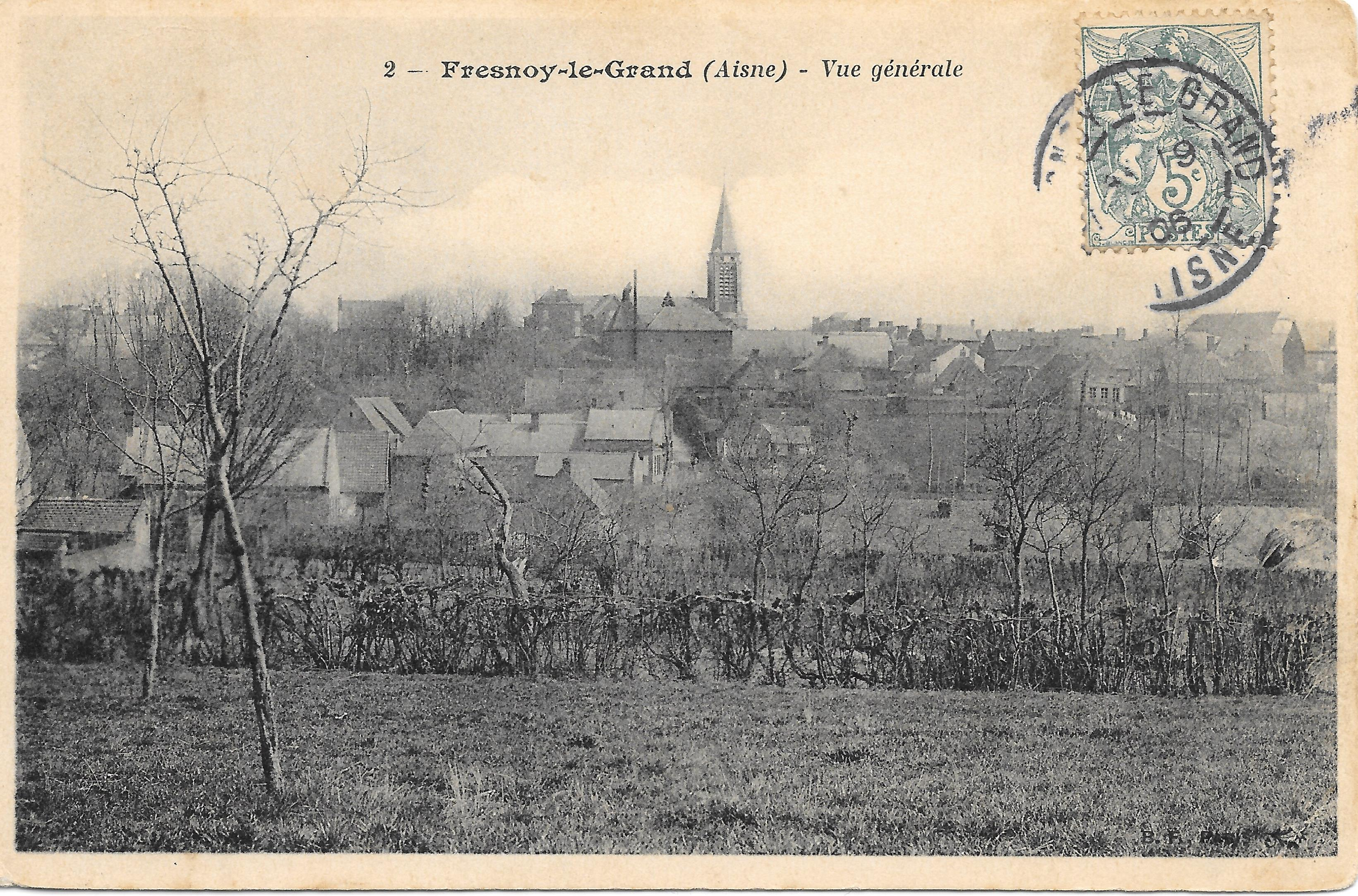
Vue générale.
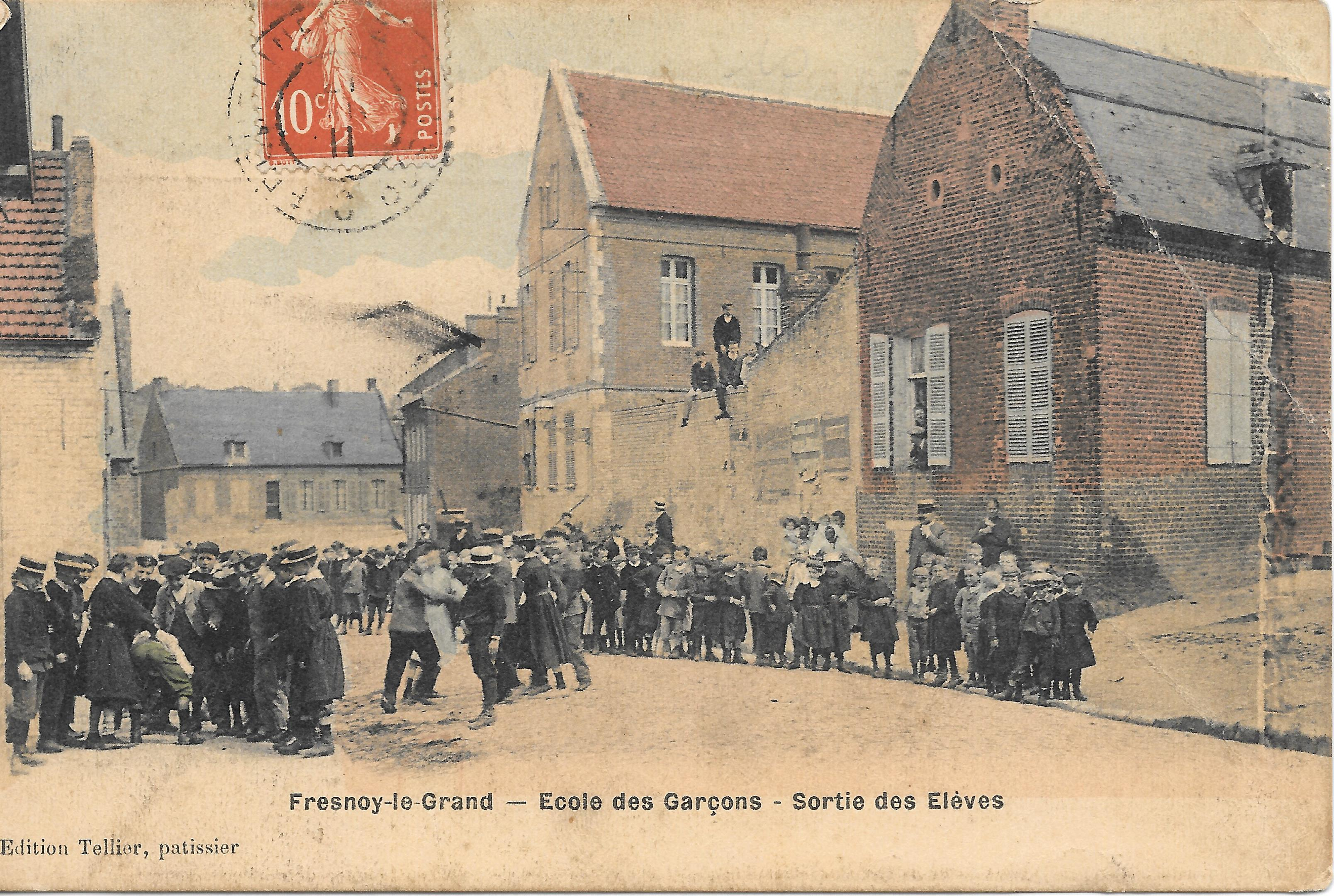
Sortie des élèves de l'école des garçons.
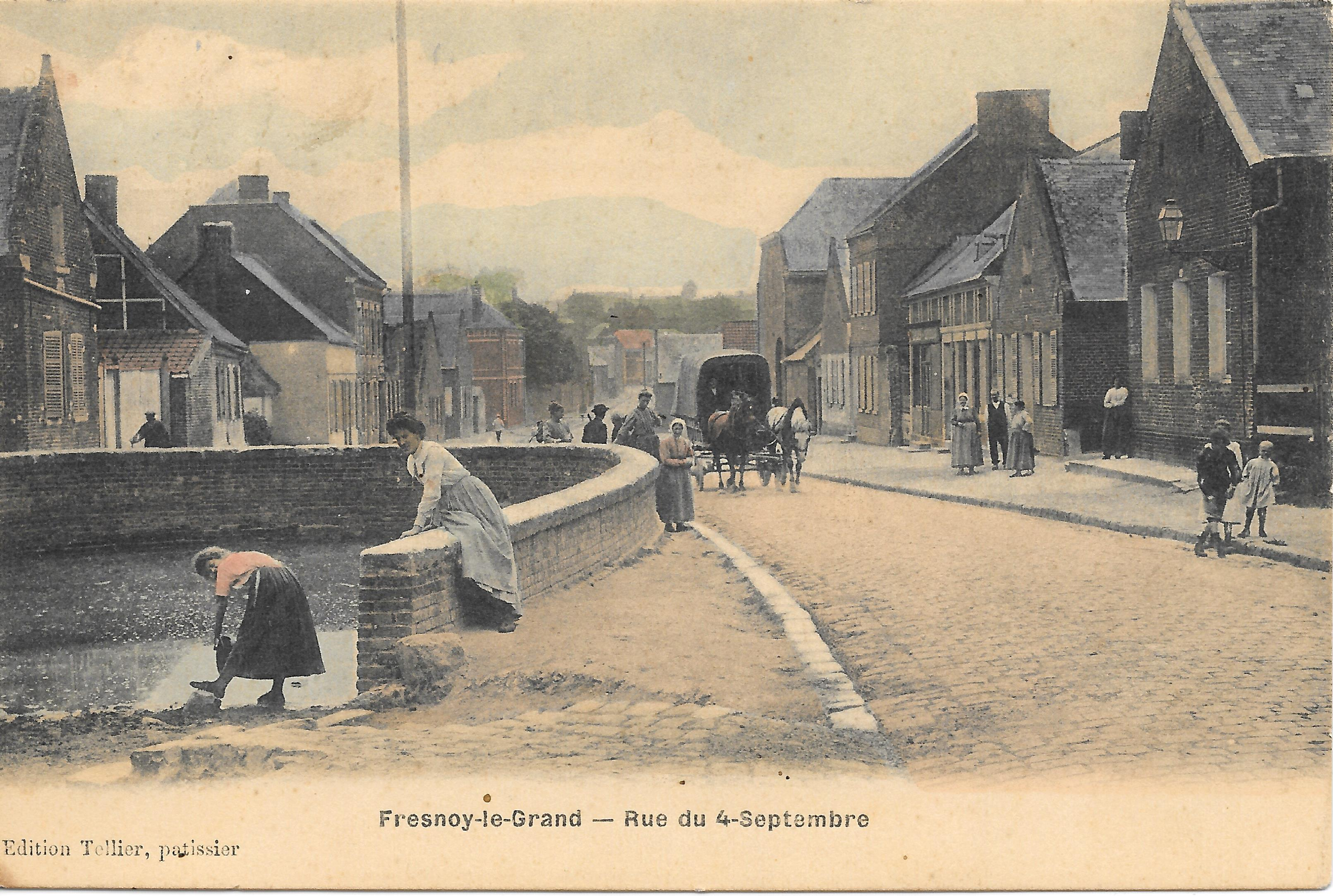
Rue du Quatre-Septembre.
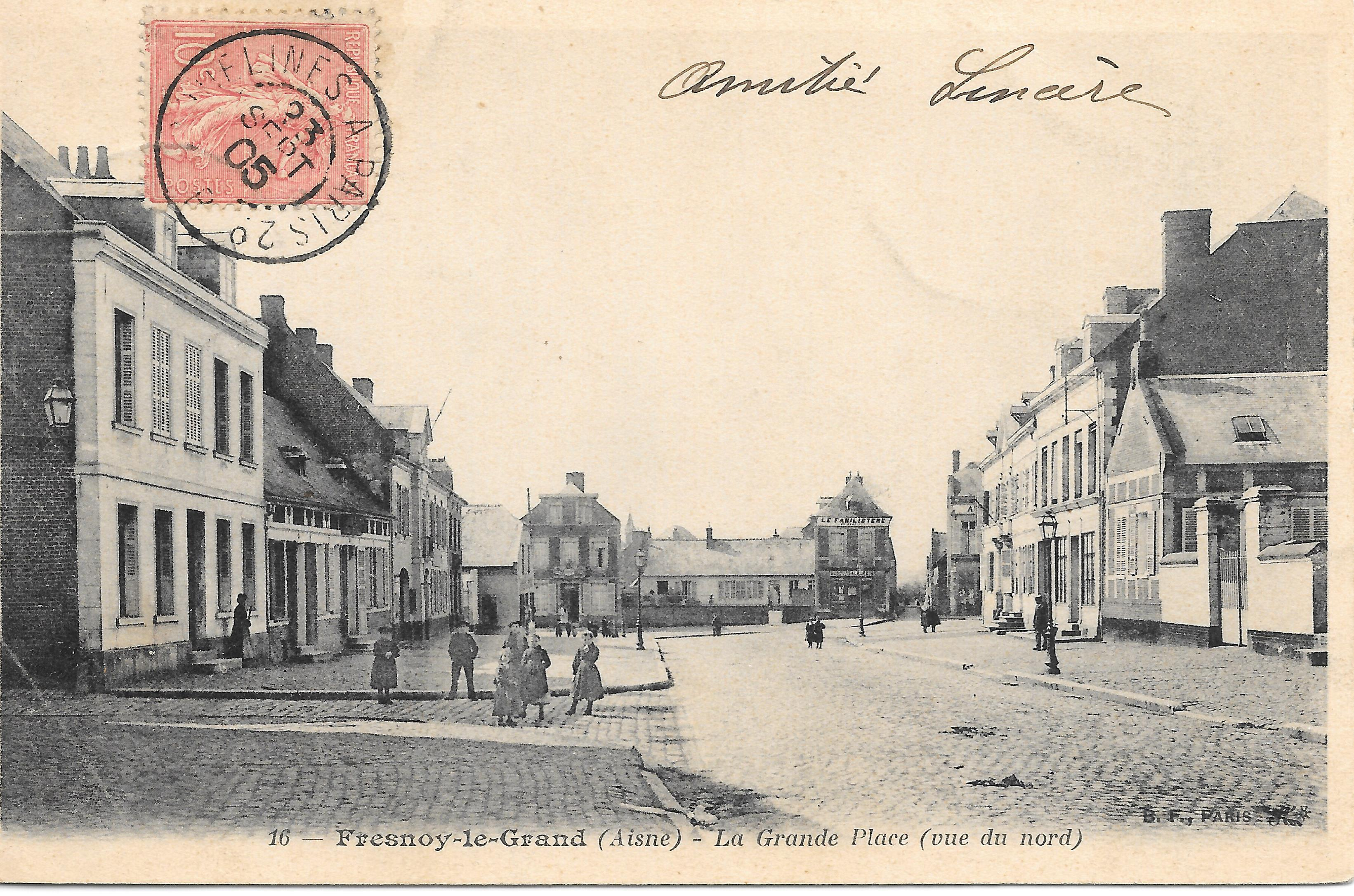
La Grande place.
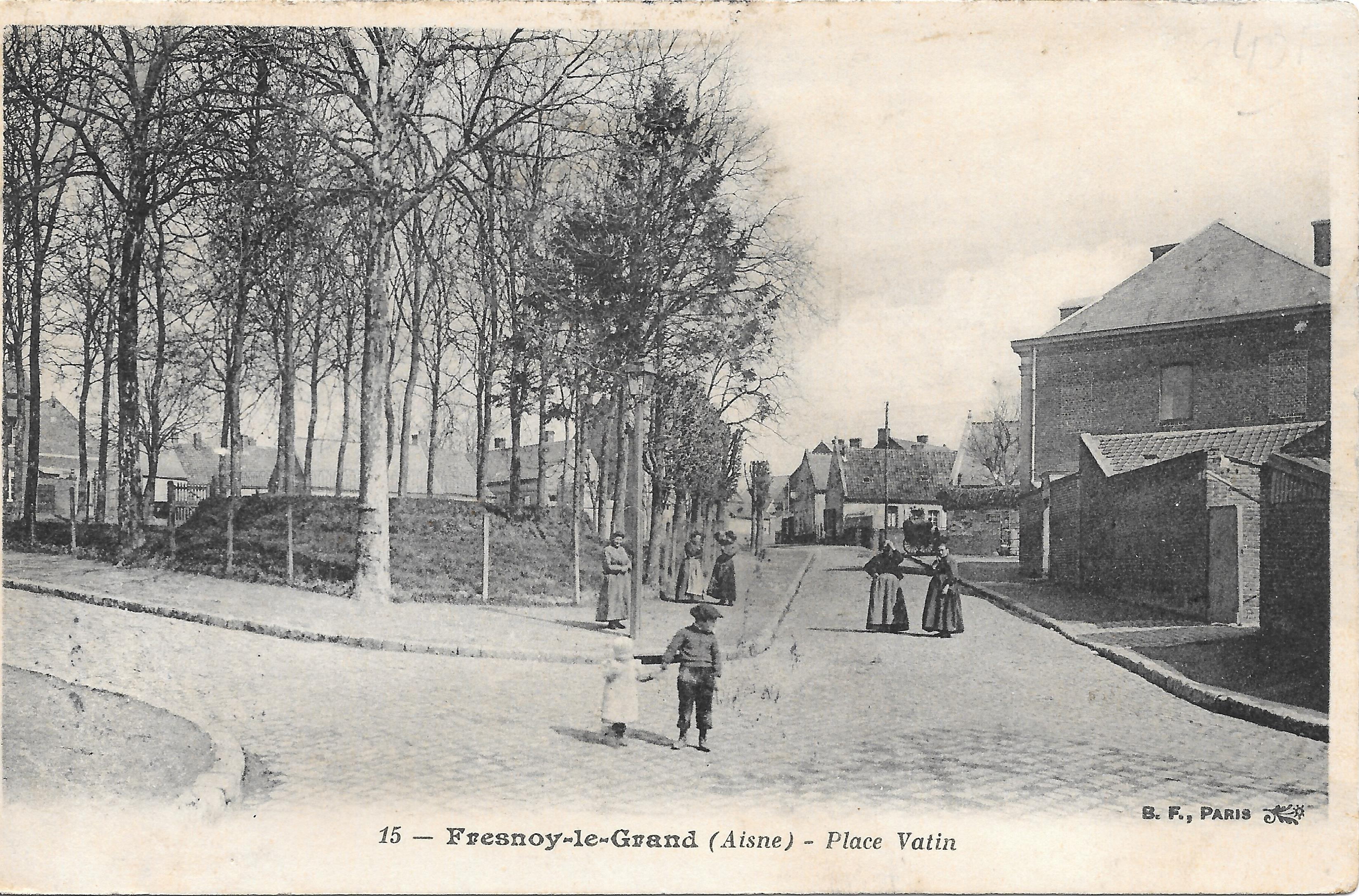
La place Vatin.
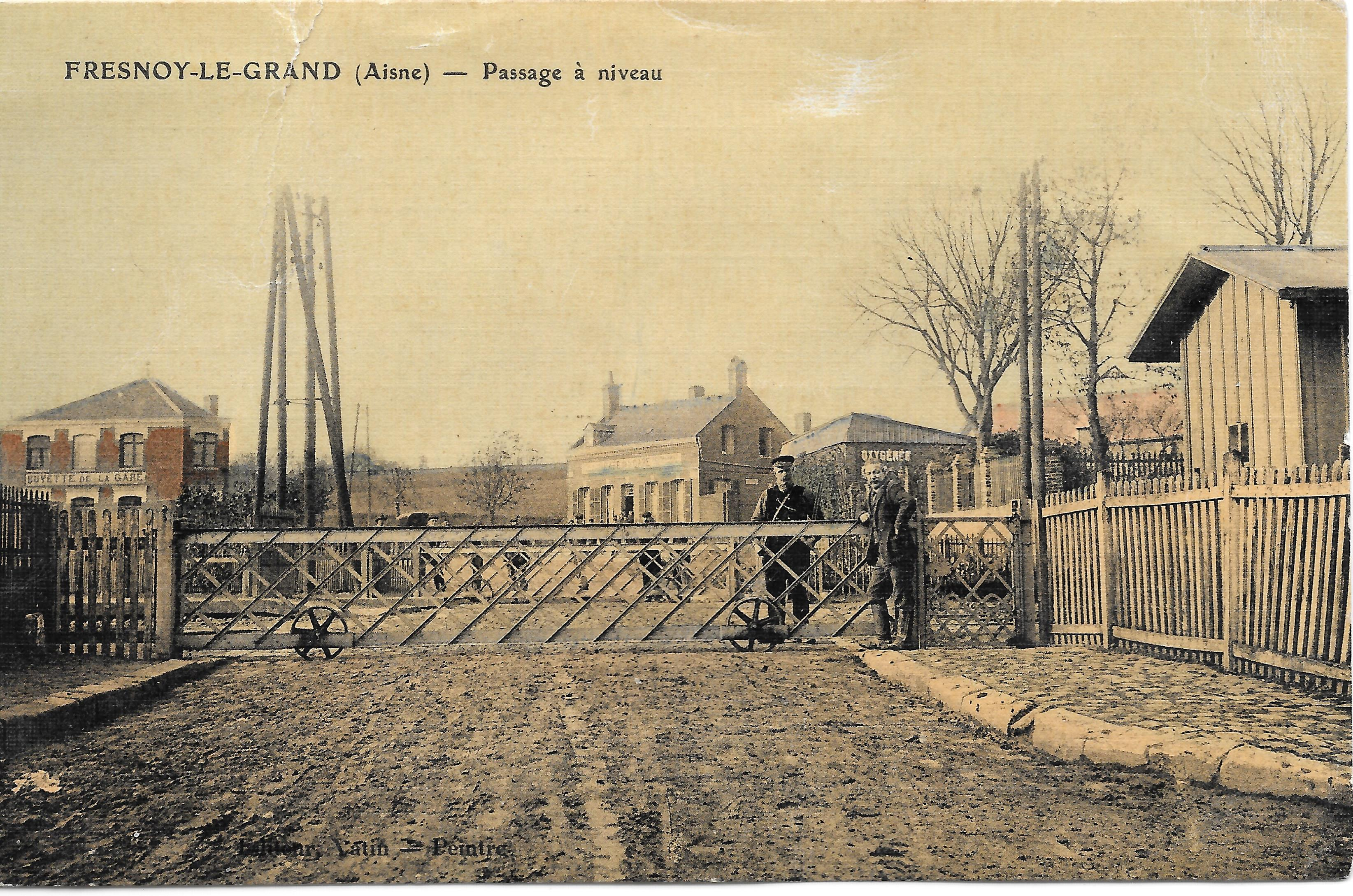
Passage à niveau sur la route de Bohain, vers 1905.

Première Guerre mondiale
Après la bataille des Frontières du 7 au 24 août 1914, devant les pertes subies, l'État-major français décide de battre en retraite depuis la Belgique. Dès le 28 août, les Allemands s'emparent de Fresnoy et poursuivent leur route vers l'ouest. Dès lors commença l'occupation allemande qui dura jusqu'en octobre 1918. Pendant toute cette période la ville restera loin des combats, le front se situant à une cinquantaine de kilomètres à l'ouest vers Péronne puis le long de la ligne Hindenburg à partir de mars 1917. Le village servira de base arrière pour l'armée allemande.
Des arrêtés de la kommandantur obligeaient, à date fixe, sous la responsabilité du maire et du conseil municipal, sous peine de sanctions, la population à fournir blé, œufs, lait, viande, légumes, destinés à nourrir les soldats du front. Toutes les personnes valides devaient effectuer des travaux agricoles ou d'entretien.
 
En septembre 1918, l'offensive des Alliés sur la ligne Hindenburg porte ses fruits, les Allemands cèdent du terrain peu à peu. Après la sanglante bataille de Montbrehain remportée par l'armée australienne, les Britanniques et les Américains continuent la lutte contre les Allemands.
Communiqué français du 30 septembre 1918 : Nos escadrilles de bombardement ont arrosé de projectiles la gare et les cantonnements de Fresnoy-le-Grand où de violents incendies ont été détectés.
Les 6e et 46e divisions britanniques libèrent Fresnoy le 9 octobre 1918 après de violents combats. Les corps de soldats tombés lors de cette bataille reposent dans le cimetière militaire situé au fond du cimetière communal. Comme on peut le constater sur les cartes postales de l'époque, les habitations subiront quelques dégâts à la suite des bombardements, mais beaucoup moins que les villages voisins de Brancourt-le-Grand et Montbrehain

Pendant la Première Guerre mondiale
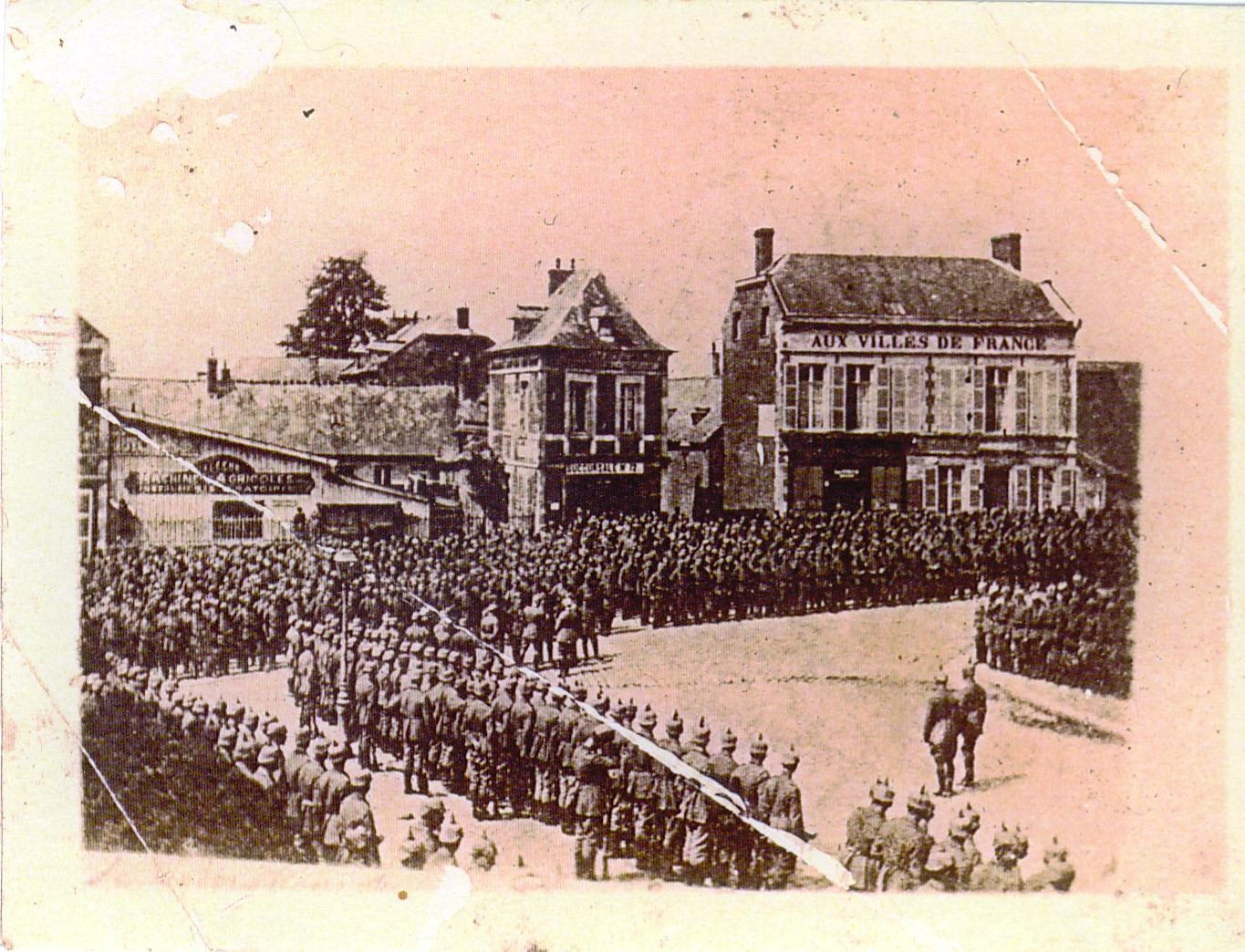
Parade militaire allemande sur la place en 1915.
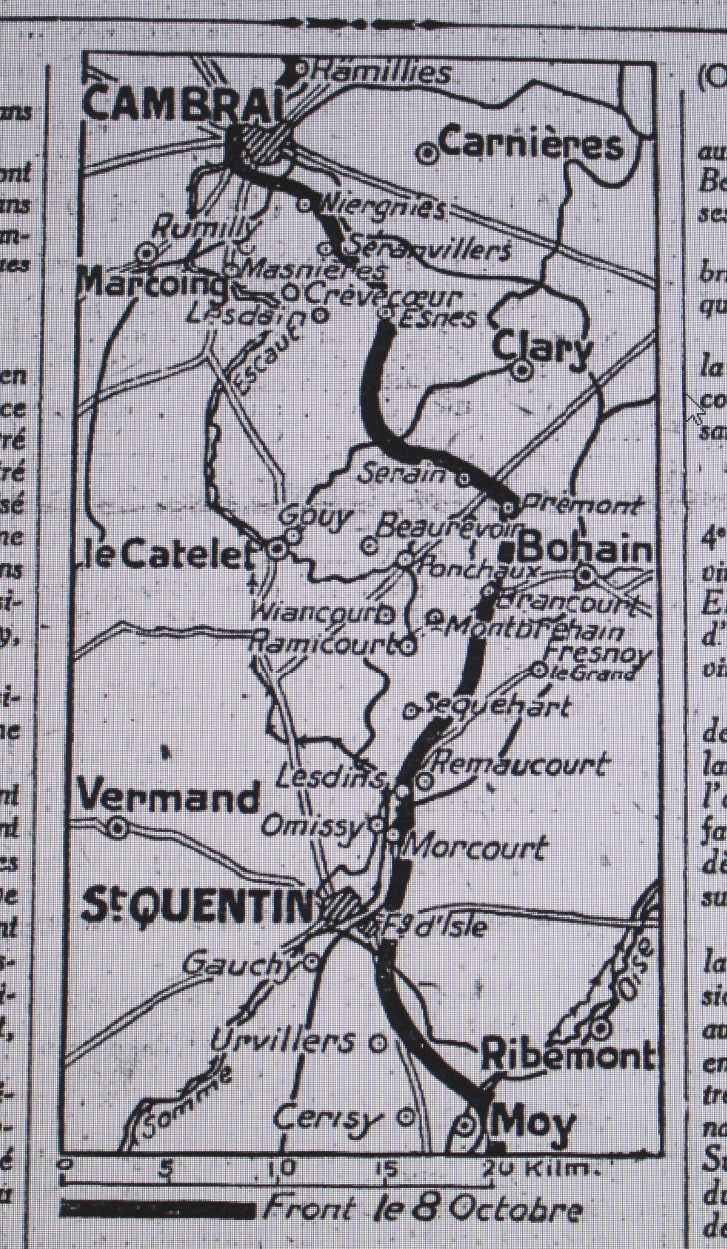
Carte du front le 8 octobre 1918.
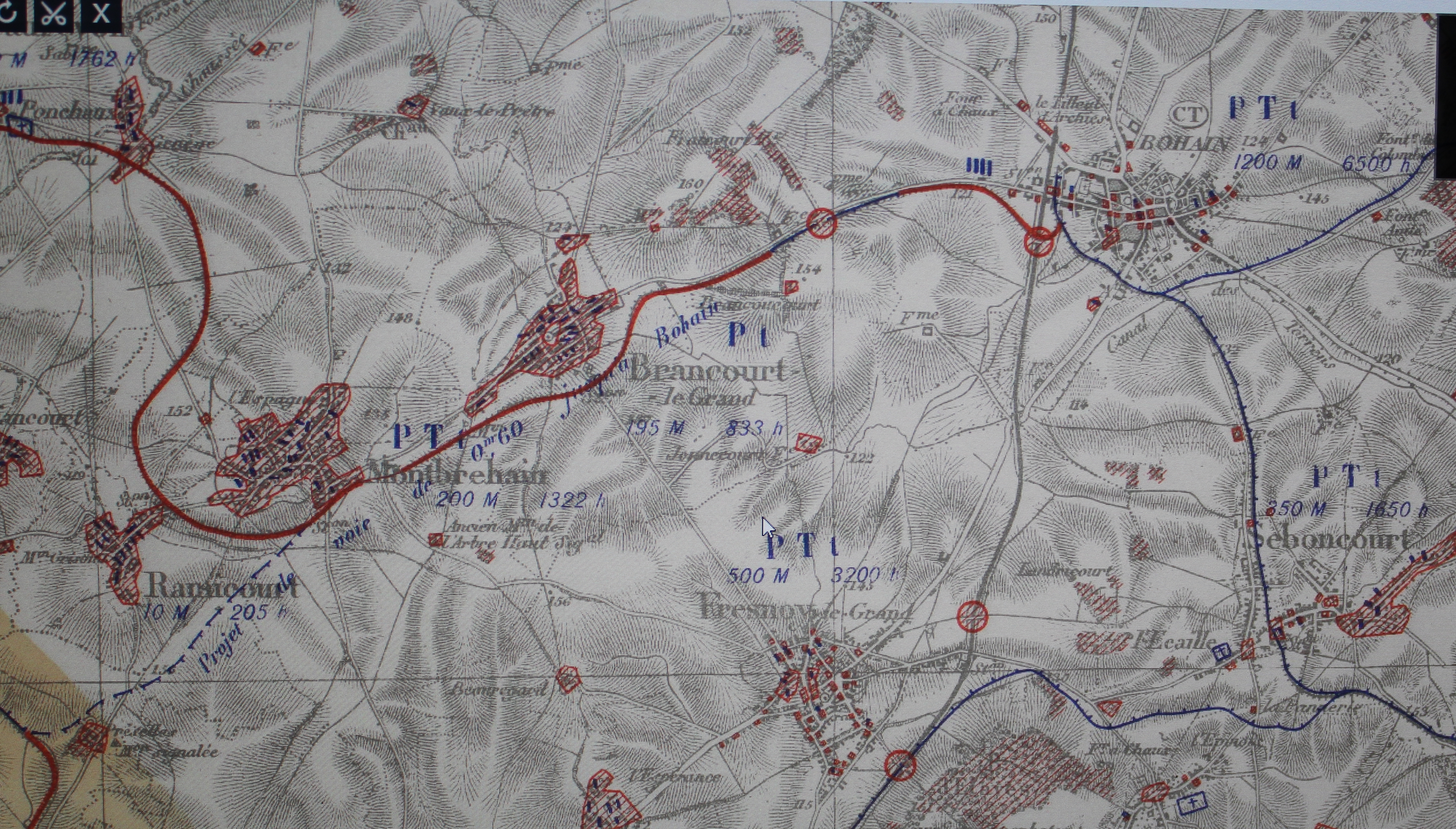
Carte montrant les destructions de Fresnoy et des environs lors de la guerre de 1914-1918.

La reconstruction
Peu à peu, les habitants qui avaient été évacués vers Fourmies et la Belgique sont revenus, mais la population de 3 400 habitants en 1911 n'était plus que de 2603 en 1921. Alors commença une longue période de reconstruction des maisons, de la voie ferrée et surtout des usines qui avaient été dynamitées par les Allemands avant leur retraite.
Vu les souffrances endurées par la population pendant les quatre années d'occupation et les dégâts aux constructions, la commune s'est vu décerner la Croix de guerre 1914-1918 le 26 octobre 1920.
Sur le monument aux morts sont inscrits les noms des 102 soldats fresnoysiens morts pour la France au cours de cette guerre ainsi que ceux de 13 civils.

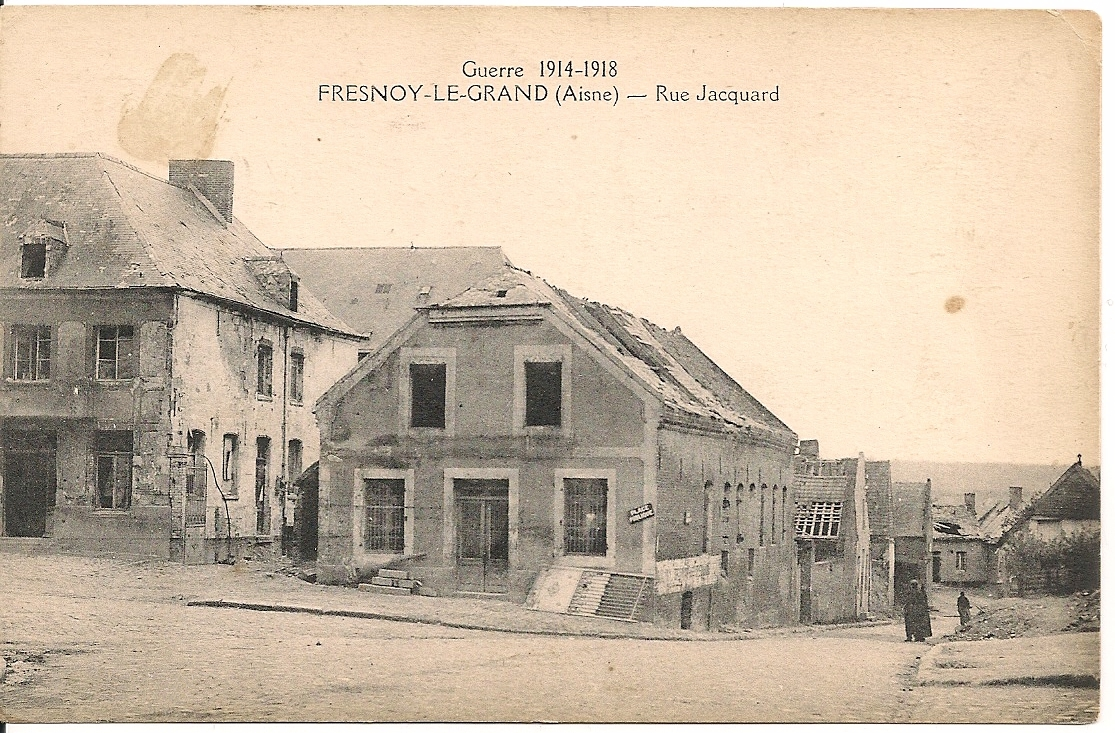
Rue Jacquard, en 1919.
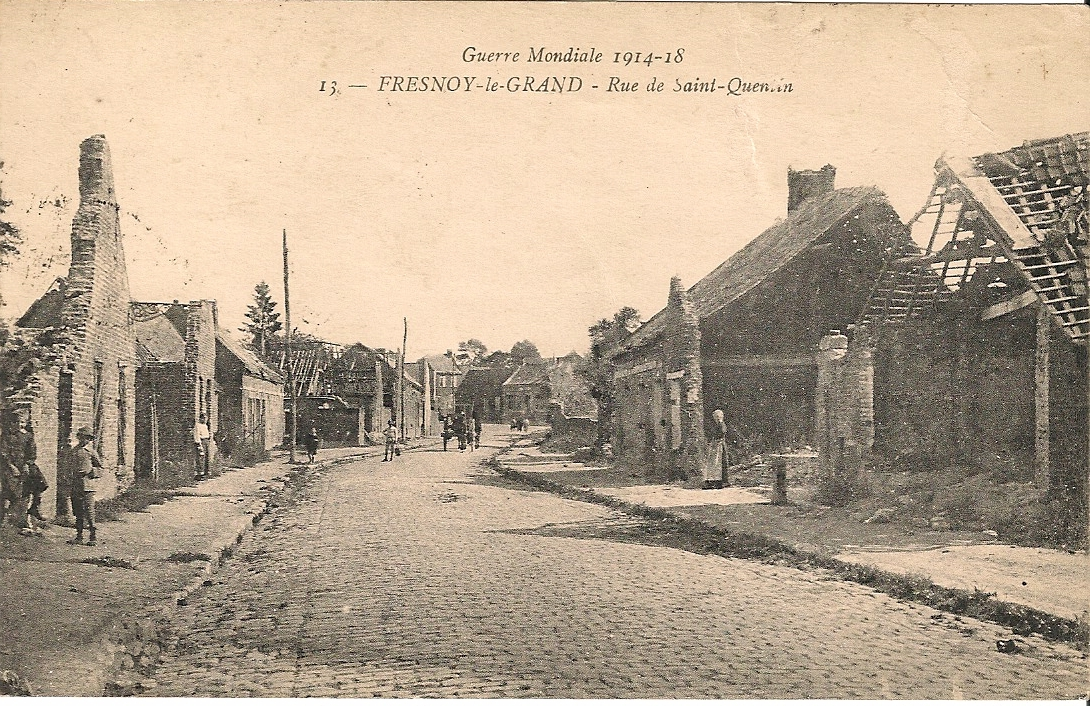
La rue de Saint-Quentin en 1919.
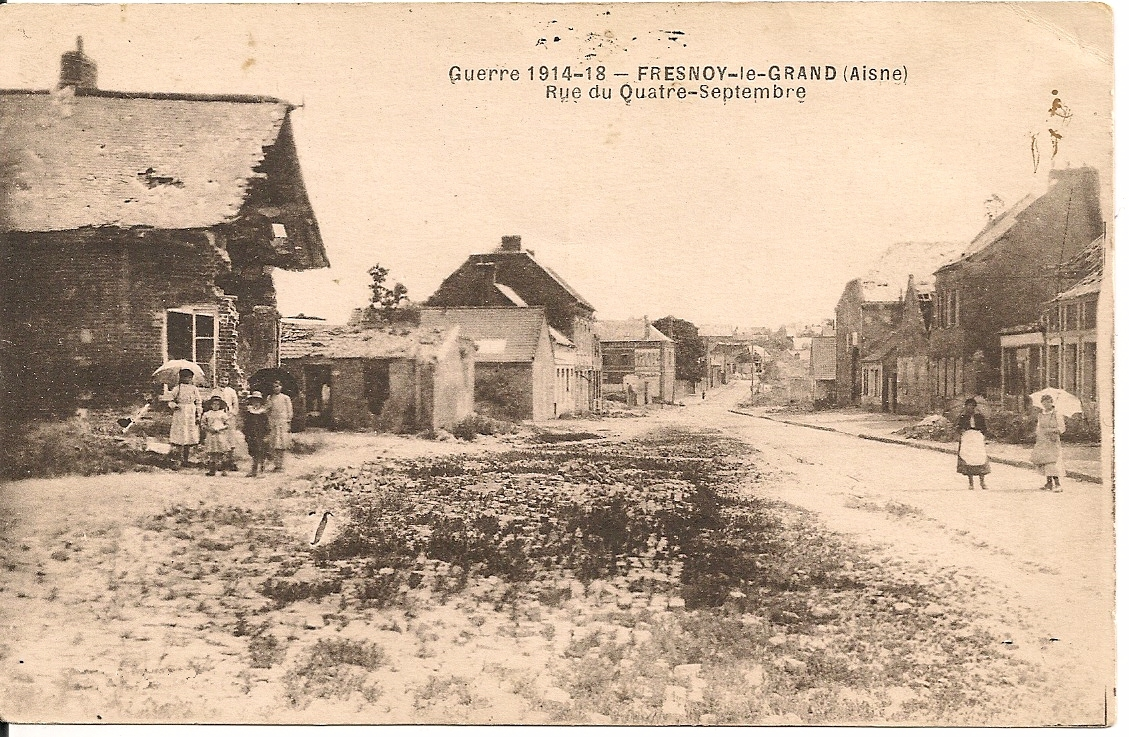
La rue du 4-Septembre en 1919.
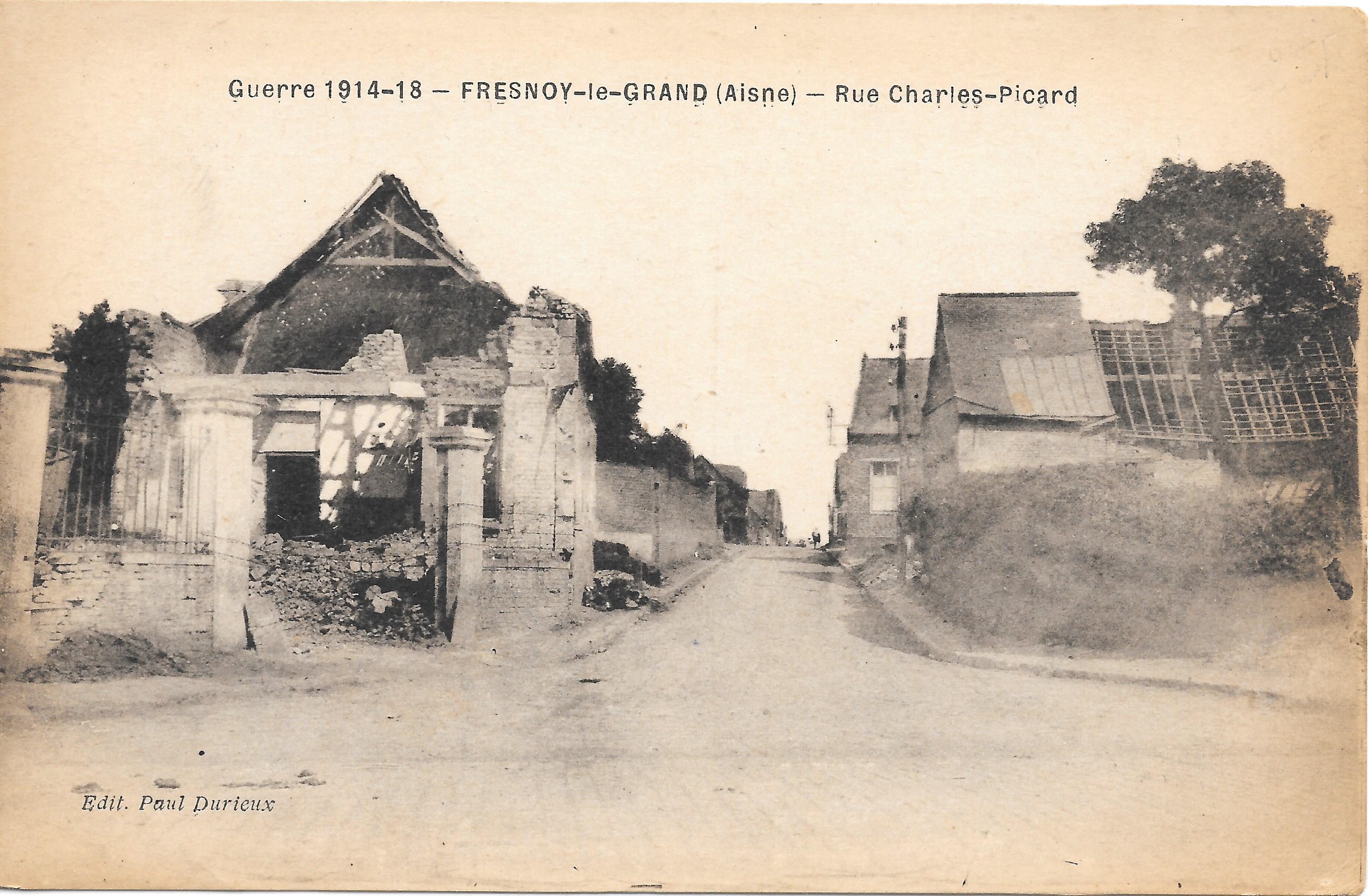
Rue Charles-Picard
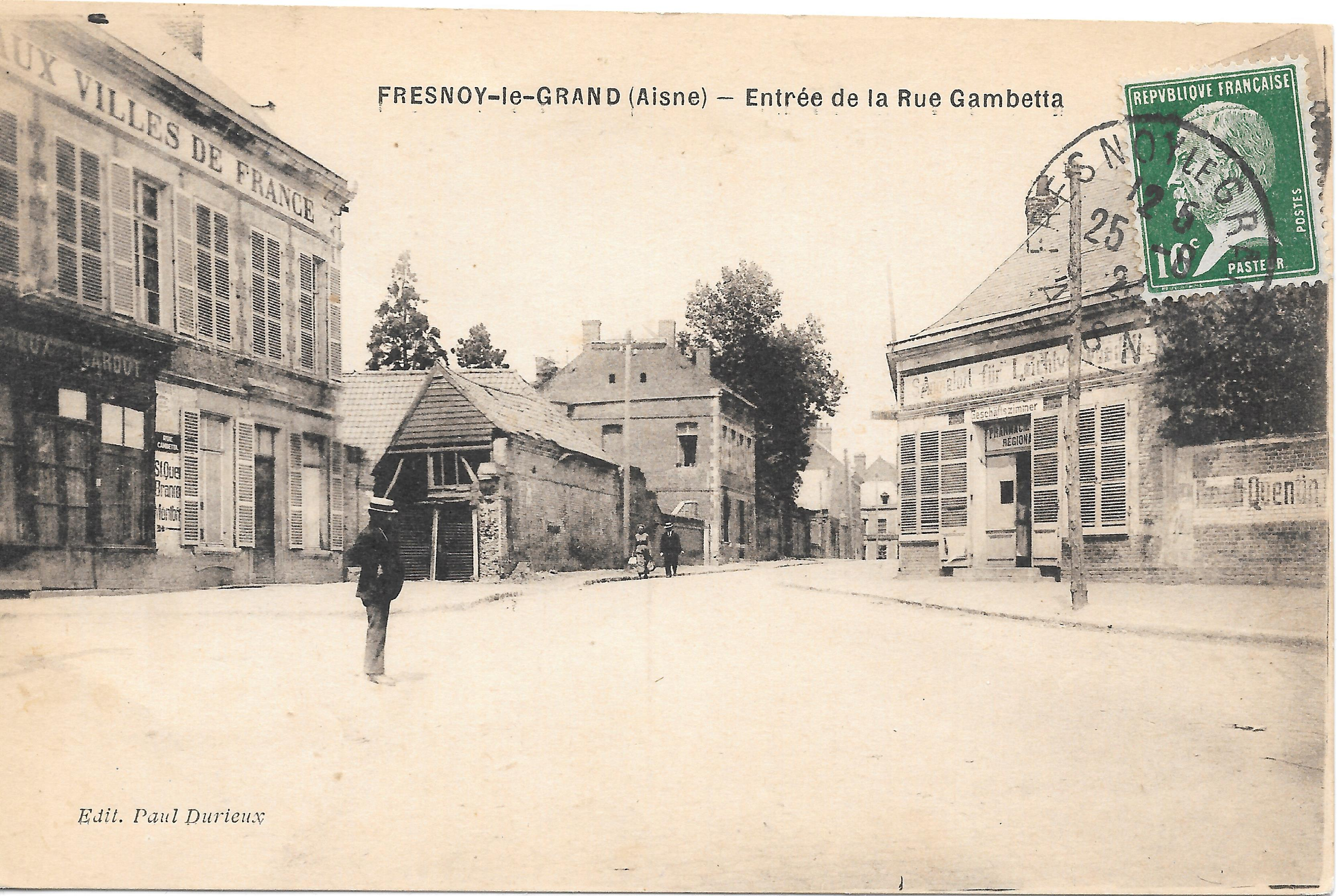
L'entrée de la rue Gambetta, avant 1924
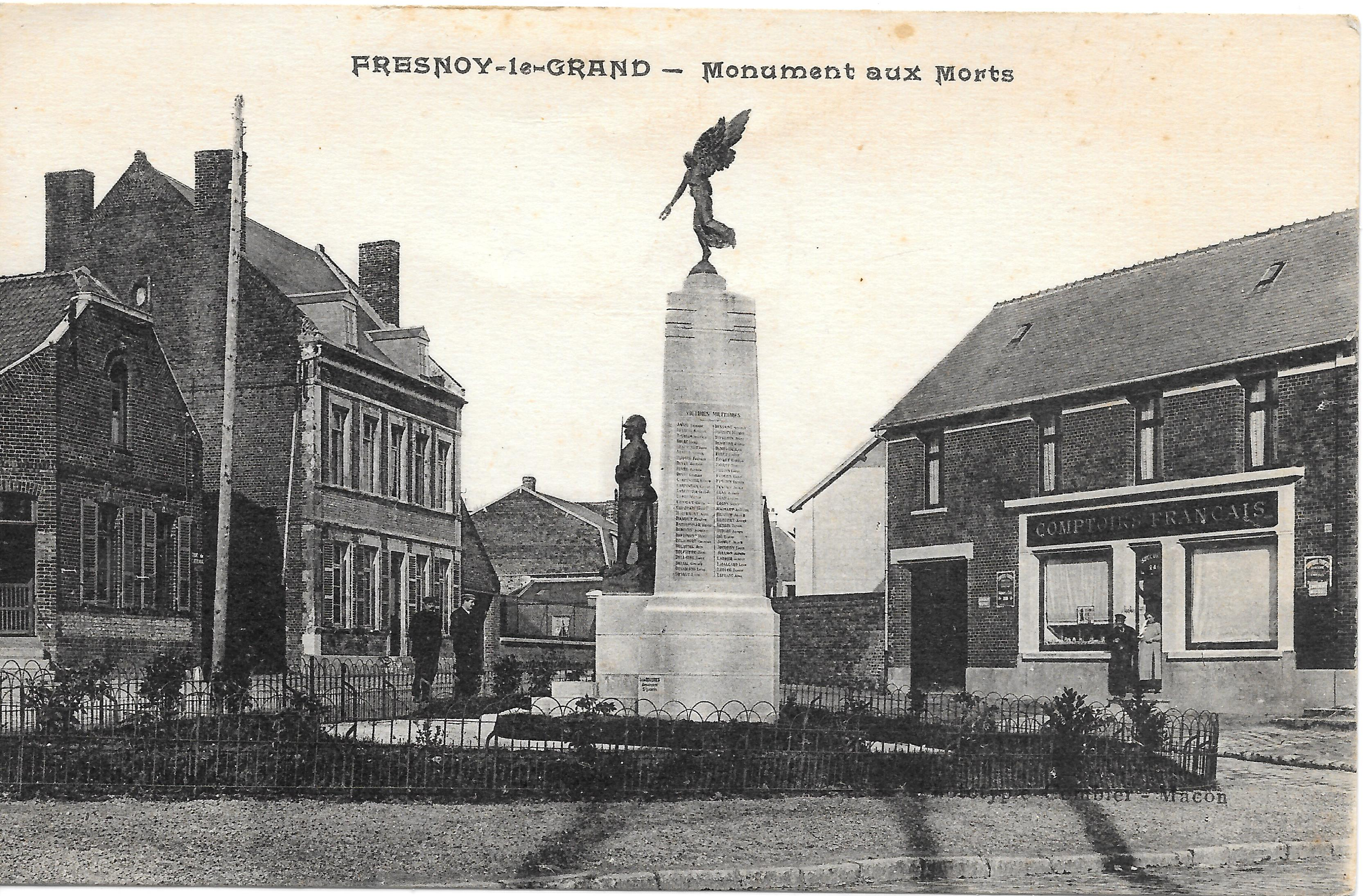
Le monument aux morts, dans l'Entre-deux-Guerres.

## Politique et administration

### Rattachements administratifs et électoraux
Rattachements administratifs
La commune se trouve depuis 1926 dans l'arrondissement de Saint-Quentin  du département de l' Aisne.
Elle faisait partie depuis 1793 du canton de Bohain-en-Vermandois. Dans le cadre du redécoupage cantonal de 2014 en France, cette circonscription administrative territoriale a disparu, et le canton n'est plus qu'une circonscription électorale.
Rattachements électoraux
Pour les élections départementales, la commune fait partie depuis 2014 d'un nouveau  canton de Bohain-en-Vermandois.
Pour l'élection des députés, elle fait partie de la troisième circonscription de l'Aisne depuis le dernier découpage électoral de 2010.

### Intercommunalité
La commune de Fresnoy-le-Grand est membre de la communauté de communes du Pays du Vermandois, un établissement public de coopération intercommunale (EPCI) à fiscalité propre créé le 31 décembre 1993 et auquel la commune a transféré un certain nombre de ses compétences, dans les conditions déterminées par le code général des collectivités territoriales.

### Tendances politiques et résultats
- Au second tour des élections municipales de 2014 dans l'Aisne, la liste DVD menée par Pierre Flamant obtient la majorité absolue des suffrages exprimés, avec 880 voix (62,41 %, 19 conseillers municipaux élus dont 4 communautaire), devançant très largement celle, également DVD, menée par Patrick Dupuy, qui a recueilli 530 voix (4 conseillers municipaux élus dont 1 communautaire).
Lors de ce scrutin, 26,85 % des électeurs se sont abstenus[26].

- Au premier tour des élections municipales de 2020 dans l'Aisne, la liste DVD  menée par le maire sortant Pierre Flament obtient la majorité absolue des suffrages exprimés avec 659 voix (60,18 %, 19 conseillers municipaux dont 4 communautaires élus), devançant largement  celle menée par Marie-Christine Langlet, qui a obtenu 436 voix, 39,81 %, 4 conseillers municipaux élus dont un communautaire). 
Lors de ce scrutin marqué par la pandémie de Covid-19 en France, 44,91 % des électeurs se sont abstenus[27],[28].

### Liste des maires
| Période                                  | Période                     | Identité                         | Étiquette          | Qualité                                                                                               |
| ---------------------------------------- | --------------------------- | -------------------------------- | ------------------ | --- |
| Les données manquantes sont à compléter. |                             |                                  |                    | |
| 1770                                     | 1791                        | Jean Charles Carpentier          |                    | |
| 1791                                     | 1792                        | Louis Durieux                    |                    | |
| 1793                                     | 1809                        | Claude Carpentier                |                    | |
| 1809                                     | 1816                        | Athanase Moret                   |                    | |
| 1816                                     | 1831                        | Nicolas Dominique Macaigne-Moret |                    | |
| 1831                                     | 1837                        | Thomas Roussel                   |                    | |
| 1837                                     | 1841                        | Nicolas Macaigne                 |                    | |
| 1841                                     | 1846                        | Jean François Herbert            |                    | |
| 1846                                     | 1848                        | Aimé Macaigne                    |                    | |
| 1848                                     | 1850                        | Maximilien Braconnier            |                    | |
| 1852                                     | 1860                        | Joseph Félix Venet               |                    | |
| Les données manquantes sont à compléter. |                             |                                  |                    | |
|                                          | 1877                        | M. Venet                         |                    | |
| 1878                                     | 1879                        | Jean Baptiste Mairesse           |                    | |
| 1879                                     | 1888                        | Isidore Crapet                   |                    | |
| 1888                                     | 1890                        | Eugène Macaigne                  |                    | |
| Les données manquantes sont à compléter. |                             |                                  |                    | |
| 1908                                     | 1914                        | Arsène Flour                     |                    | |
| 1914                                     | 1919                        | Oscar Coquelet                   |                    | |
| 1919                                     | 1926                        | Ernest Boussus                   |                    | |
| 1927                                     | 1927                        | Victor Venet                     |                    | |
| 1927                                     | 1929                        | Aimé Durieux                     |                    | |
| 1929                                     | 1935                        | Jean Baptiste Courtrai           |                    | |
| 1935                                     | 1941                        | Henri Dumotier                   | SFIO               | Ouvrier tisseur puis contremaître Administrateur de la coopérative « La Fresnoysienne » (1911 → 1923) |
| mai 1941                                 | 1944                        | André Legrand                    |                    | Nommé maire par le Régime de Vichy                                                                    |
| 1944                                     | 1944                        | Frédéric Herbert                 |                    | Président du comité local de libération                                                               |
| 1944                                     | 1945                        | Georgette Lesur                  |                    | Présidente de la délégation municipale                                                                |
| mai 1945                                 | octobre 1947                | Gilbert Houtch                   |                    | |
| octobre 1947                             | mai 1953                    | Alfred Legrand                   |                    | |
| mai 1953                                 | mars 1965                   | Gilbert Houtch                   |                    | |
| mars 1965                                | décembre 1981               | Marcel Lesur                     | Gaull. g. puis RPR | Officier Conseiller général de Bohain-en-Vermandois (1968 → 1979) Décédé en fonction                  |
| février 1982                             | juin 1995                   | Henri Van Maele                  | UDF                | |
| juin 1995                                | mars 2001                   | Roland Vauquières                | DVD                | |
| mars 2001                                | avril 2014                  | Raymond Lavallery                | DVG                | Principal de collège                                                                                  |
| avril 2014                               | avril 2025                  | Pierre Flamant,                  | DVD                | Retraité agricole Démisionnaire                                                                       |
| avril 2025                               | En cours (au 10 avril 2025) | Éric Denis                       | SE                 | Coiffeur                                                                                              |

## Équipements et services publics

### Espaces publics
Une fleur est attribuée en 2014 à la commune par le concours des villes et villages fleuris.

### Enseignement
Le bourg accueille depuis 1972 le collège Villard-de-Honnecourt, et qui accueille entre 300 et 400 élèves.

### Petite enfance
La commune dispose d'une micro-crèche Les petits Pierrots, qui accueille des enfants de 2 mois à 6 ans.

### Équipements culturels
Fresnoy-le-Grand dispose d'une médiathèque, qui a été créée comme une société de lecture  par les républicains du bourg en 1867, sous le Second Empire.

### Justice, sécurité, secours et défense
En 2020, la municipalité met en place un système de vidéosurveillance  de l'espace public, notamment aux entrées de ville afin de faciliter l'élucidation de « certaines affaires comme des cambriolages et vols de voitures ».

## Population et société

### Démographie
L'évolution du nombre d'habitants est connue à travers les recensements de la population effectués dans la commune depuis 1793. Pour les communes de moins de 10 000 habitants, une enquête de recensement portant sur toute la population est réalisée tous les cinq ans, les populations de référence des années intermédiaires étant quant à elles estimées par interpolation ou extrapolation. Pour la commune, le premier recensement exhaustif entrant dans le cadre du nouveau dispositif a été réalisé en 2004.

En 2022, la commune comptait 2 915 habitants, en évolution de −0,78 % par rapport à 2016 (Aisne : −1,97 %, France hors Mayotte : +2,11 %).
| 1793  | 1800  | 1806  | 1821  | 1831  | 1836  | 1841  | 1846  | 1851  |
| ----- | ----- | ----- | ----- | ----- | ----- | ----- | ----- | ----- |
| 2 350 | 2 194 | 2 262 | 2 685 | 3 379 | 3 478 | 3 585 | 3 969 | 4 001 |

| 1856  | 1861  | 1866  | 1872  | 1876  | 1881  | 1886  | 1891  | 1896  |
| ----- | ----- | ----- | ----- | ----- | ----- | ----- | ----- | ----- |
| 4 137 | 4 276 | 4 441 | 4 395 | 3 959 | 3 903 | 3 706 | 3 656 | 3 842 |

| 1901  | 1906  | 1911  | 1921  | 1926  | 1931  | 1936  | 1946  | 1954  |
| ----- | ----- | ----- | ----- | ----- | ----- | ----- | ----- | ----- |
| 3 690 | 3 409 | 3 400 | 2 603 | 2 838 | 2 833 | 2 800 | 2 474 | 2 719 |

| 1962  | 1968  | 1975  | 1982  | 1990  | 1999  | 2004  | 2006  | 2009  |
| ----- | ----- | ----- | ----- | ----- | ----- | ----- | ----- | ----- |
| 2 995 | 3 371 | 3 729 | 3 635 | 3 581 | 3 272 | 3 049 | 2 992 | 3 072 |

| 2014  | 2019  | 2022  | - | - | - | - | - | - |
| ----- | ----- | ----- | - | - | - | - | - | - |
| 2 973 | 2 958 | 2 915 | - | - | - | - | - | - |

### Manifestations culturelles et festivités
- Fête de la Saint-Éloi, qui réunit chaque année les agriculteurs, les ouvriers métallurgiques et les transporteurs de la commune[49].

### Vie associative
L'Harmonie de Fresnoy-le-Grand a fêté en 2020 ses 184 années d'existence

## Économie

### Revenus de la population et fiscalité
En 2011, le revenu fiscal médian par ménage était de 23 771 €, ce qui plaçait Fresnoy-le-Grand au 26 772e rang parmi les 31 886 communes de plus de 49 ménages en métropole.
En 2009, 58,4 % des foyers fiscaux n'étaient pas imposables.

### Emploi
En 2009, la population âgée de 15 à 64 ans s'élevait à 1 910 personnes, parmi lesquelles on comptait 63,7 % d'actifs dont 53,1 % ayant un emploi et 10,6 % de chômeurs.
On comptait 1 506 emplois dans la zone d'emploi, contre 1 501 en 1999. Le nombre d'actifs ayant un emploi résidant dans la zone d'emploi étant de 1 018, l'indicateur de concentration d'emploi est de 147,9 %, ce qui signifie que la zone d'emploi offre trois emplois pour deux habitants actifs.

### Entreprises et commerces
Au 31 décembre 2010, Fresnoy-le-Grand comptait 153 établissements : 16 dans l'agriculture-sylviculture-pêche, 15 dans l'industrie, 10 dans la construction, 88 dans le commerce-transports-services divers et 24 étaient relatifs au secteur administratif.
En 2011, 11 entreprises ont été créées à Fresnoy-le-Grand, dont 7 par des autoentrepreneurs.
L'entreprise Le Creuset, qui fabrique des plats et cocottes en fonte émaillée, est installée dans la commune depuis 1925.

## Culture locale et patrimoine

### Lieux et monuments
- Église Saint-Éloi.
- Monument aux morts.

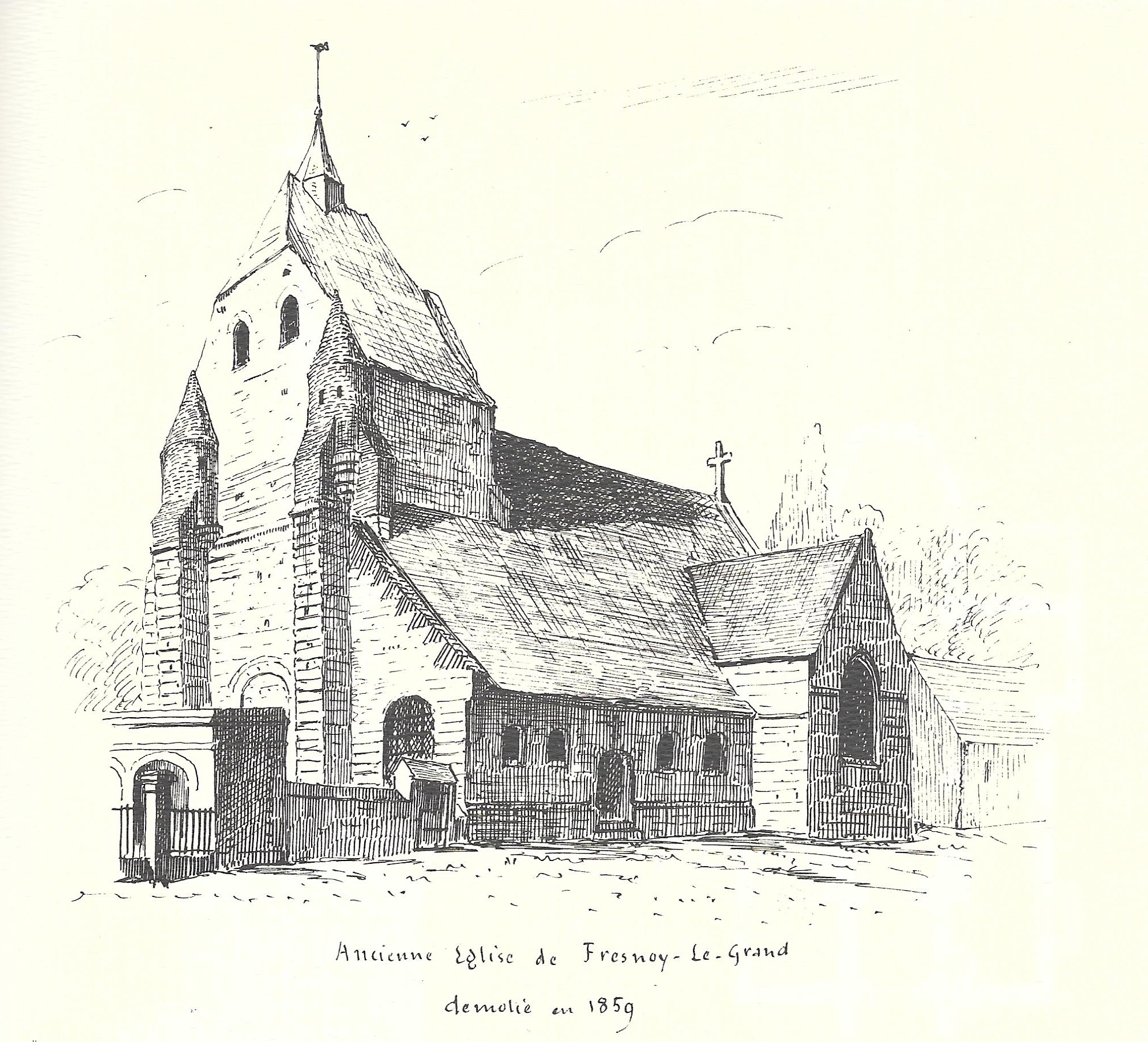
L'église démolie en 1859
(dessin de Joachim Malézieux (1851-1906).

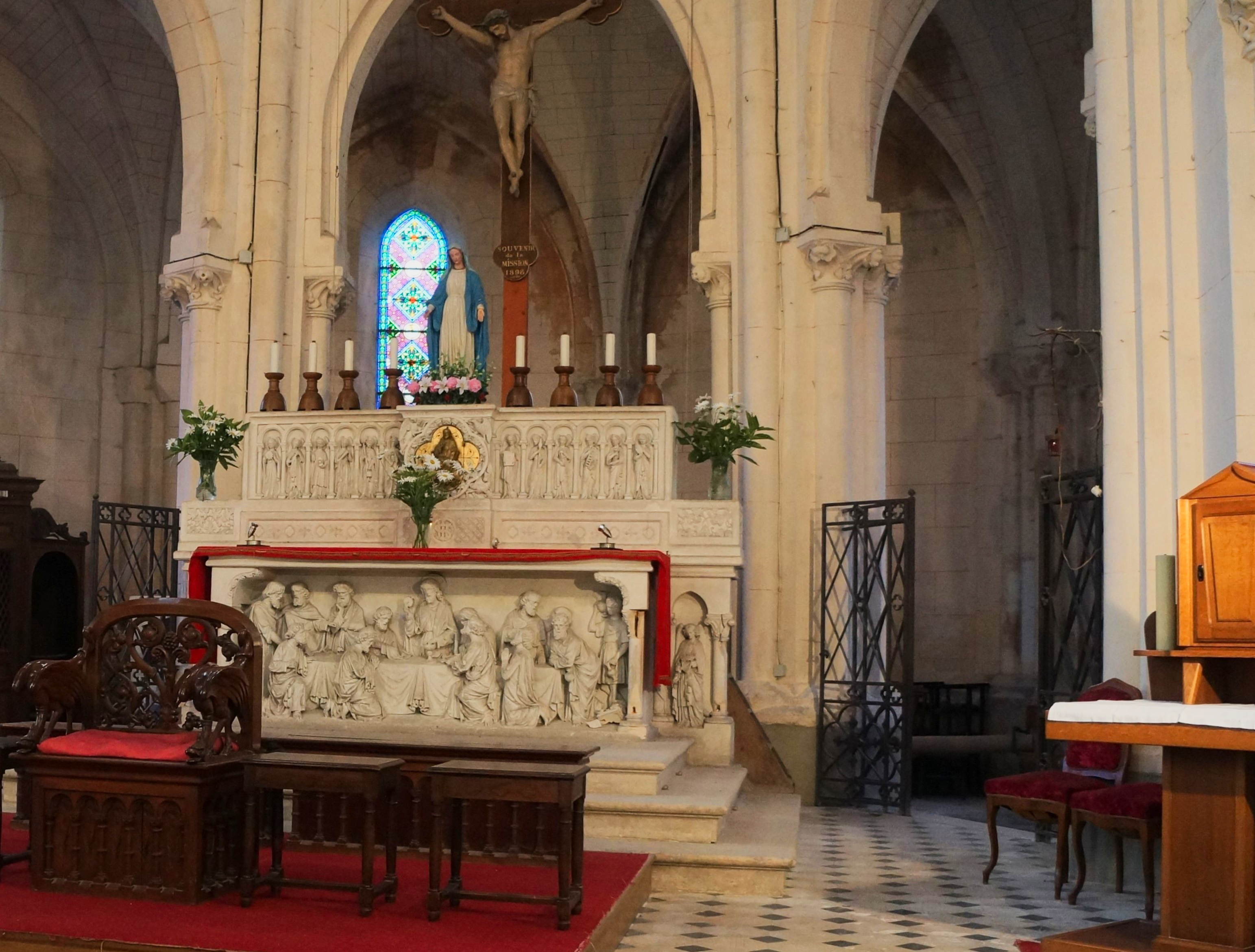
Église Saint-Éloi (maître-autel).- Fresnoy-le-Grand.- Aisne.

- Gare de Fresnoy-le-Grand ; sur sa façade, plusieurs plaques commémorent des victimes de guerre.
- Kiosque à musique.
- La Filandière, la dernière entreprise textile de Picardie où se pratiquait le tissage sur métiers à bras équipés du système Jacquard. Les deux salles des métiers à bras abritaient 28 métiers, tous en état de fonctionnement, installés dans les locaux dès 1920. L'ensemble est classé à l'inventaire des monuments historiques depuis le 24 novembre 1997[52]. « La Filandière » est aujourd'hui fermée. 
La maison du textile retrace aujourd'hui une partie de l'histoire de cette entreprise et propose de régulières exposition temporaires en liaison à la création et au textile[53].
- Manoir de l'If, construit aux XVIIIe et XIXe siècles. Dans son parc se situent un grand nombre de frênes, à l'origine du nom de Fresnoy, ainsi que le plus vieil arbre de la commune : un if vieux de plus de 400 ans, classé arbre remarquable[54].
- Fresnoy-le-Grand est située sur la via Gallia Belgica, une des voies du pèlerinage de Saint-Jacques de Compostelle. Celle-ci passe par l'est du village, en suivant le GR 655. Une borne signale aux pèlerins sa présence.

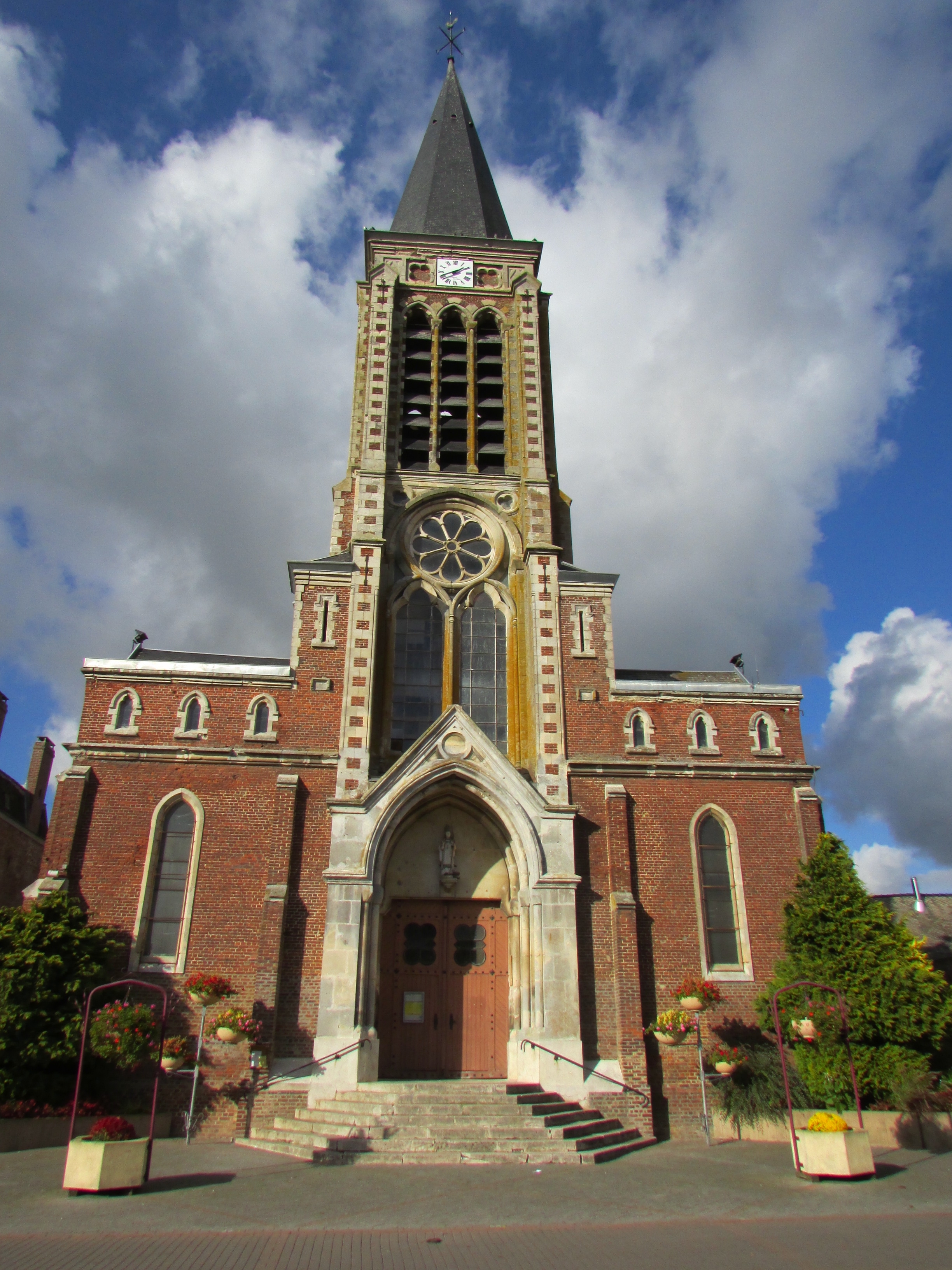
Église Saint-Éloi.
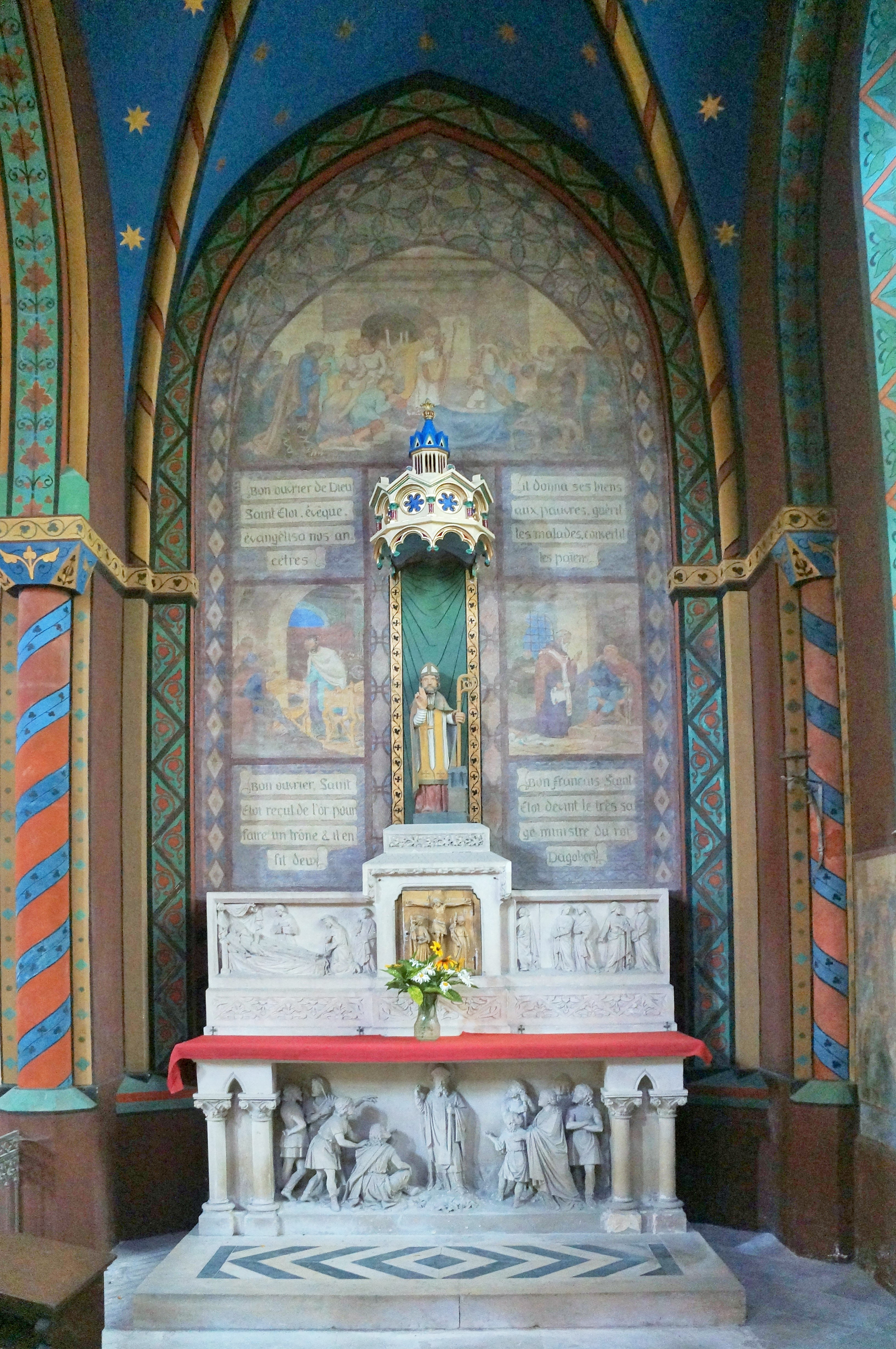
La chapelle absidiale Saint-Éloi.
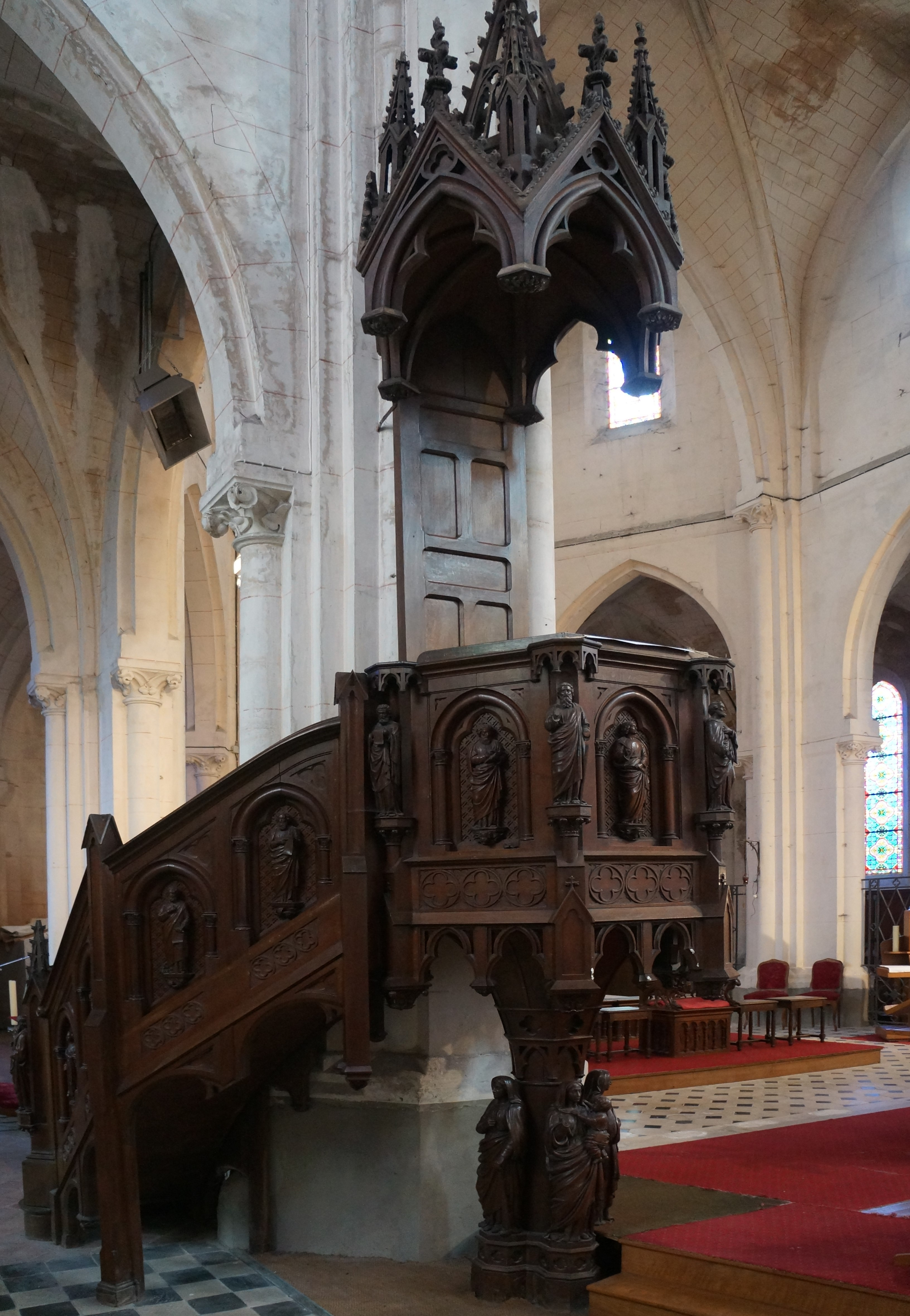
La chaire de Vérité.
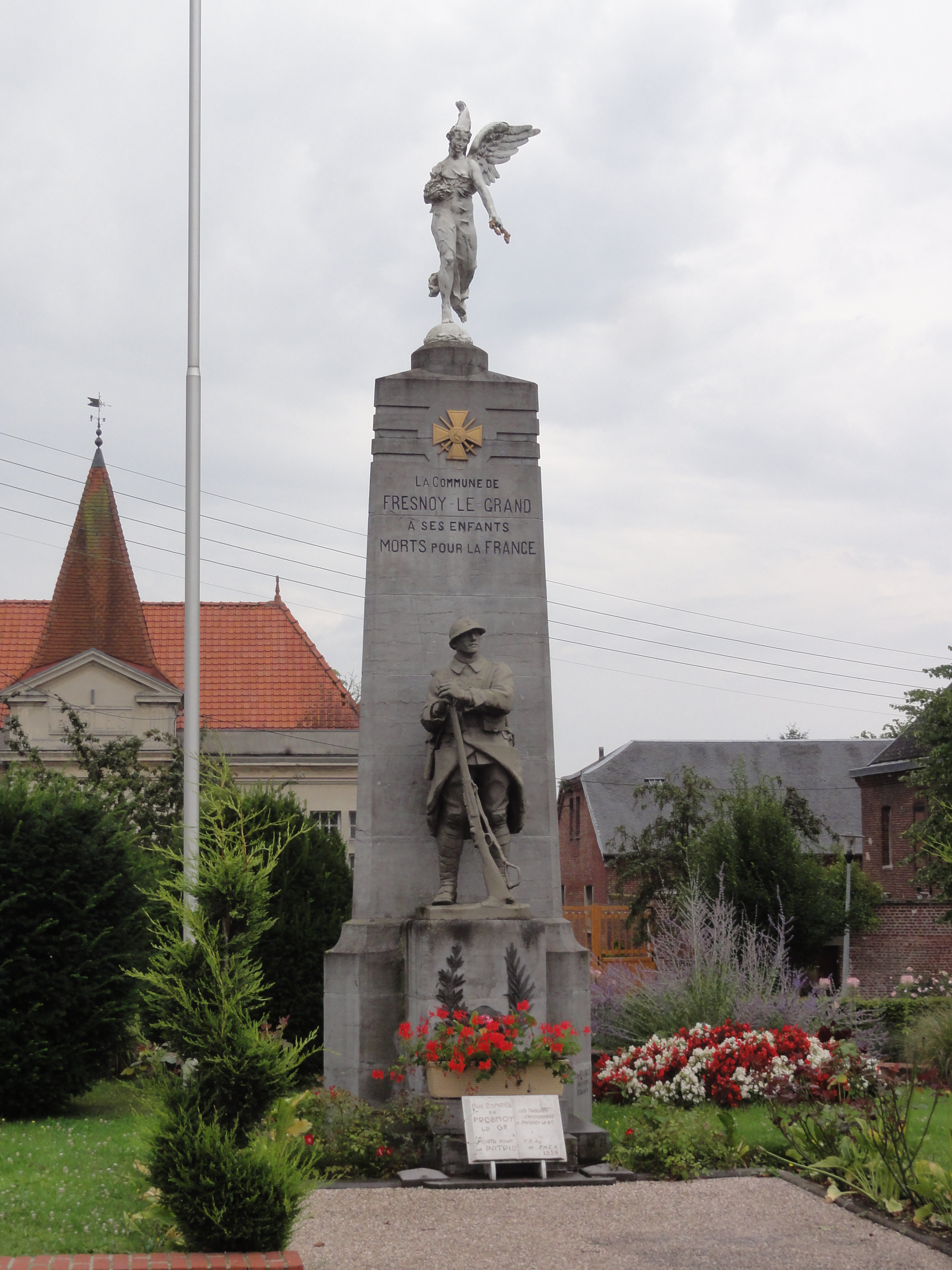
Monument aux morts.
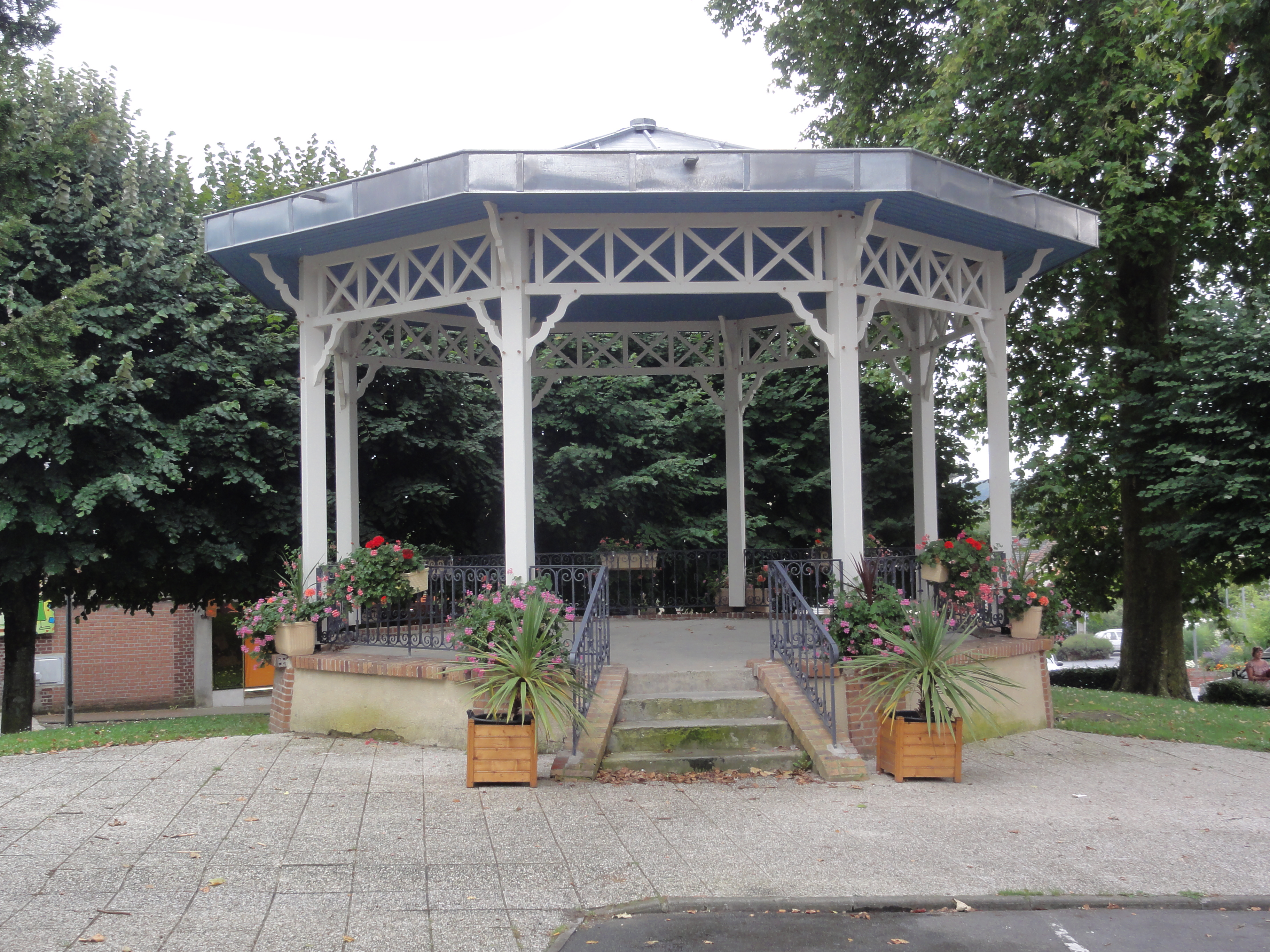
Kiosque à musique.
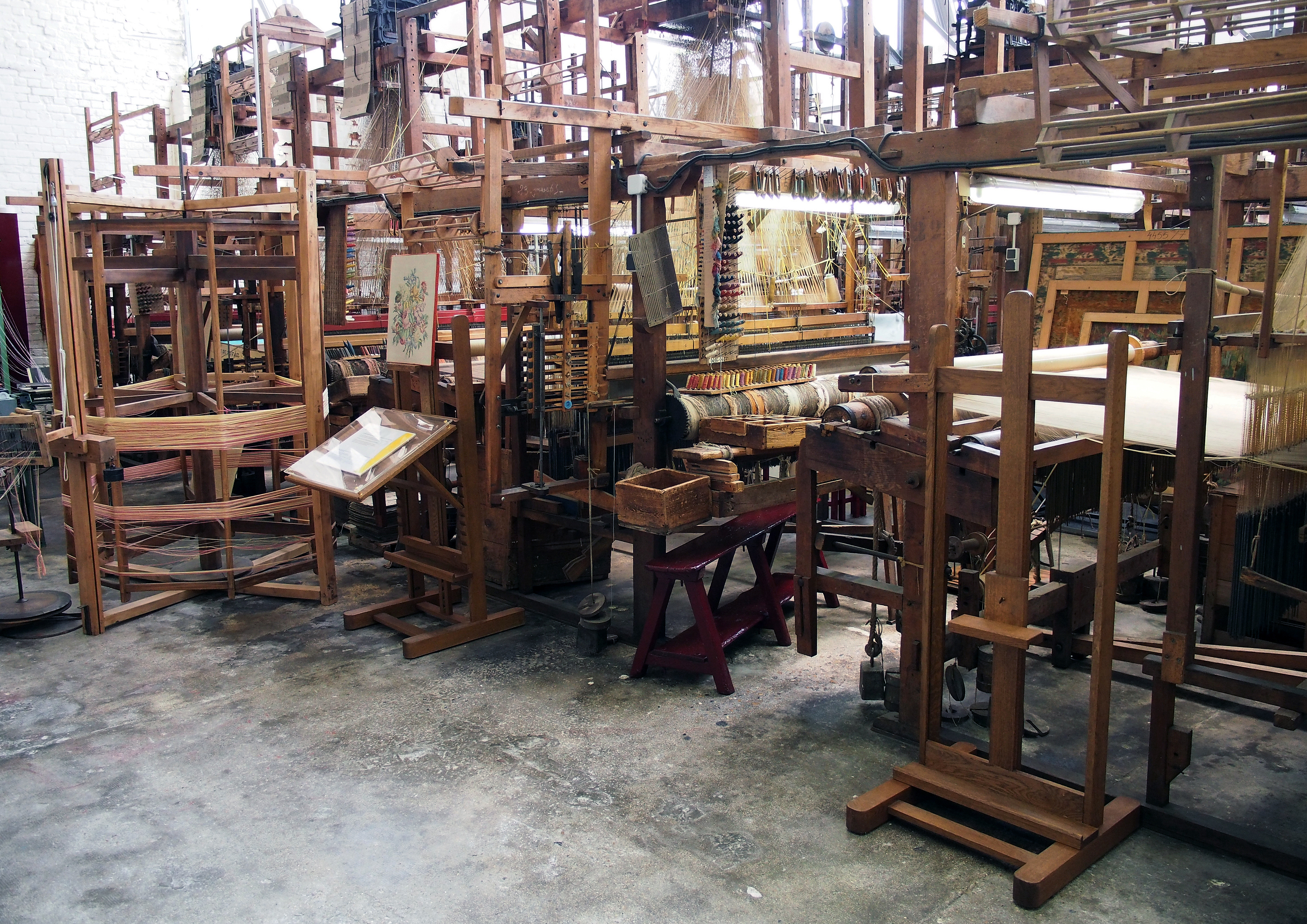
Usine textile La Filandière.
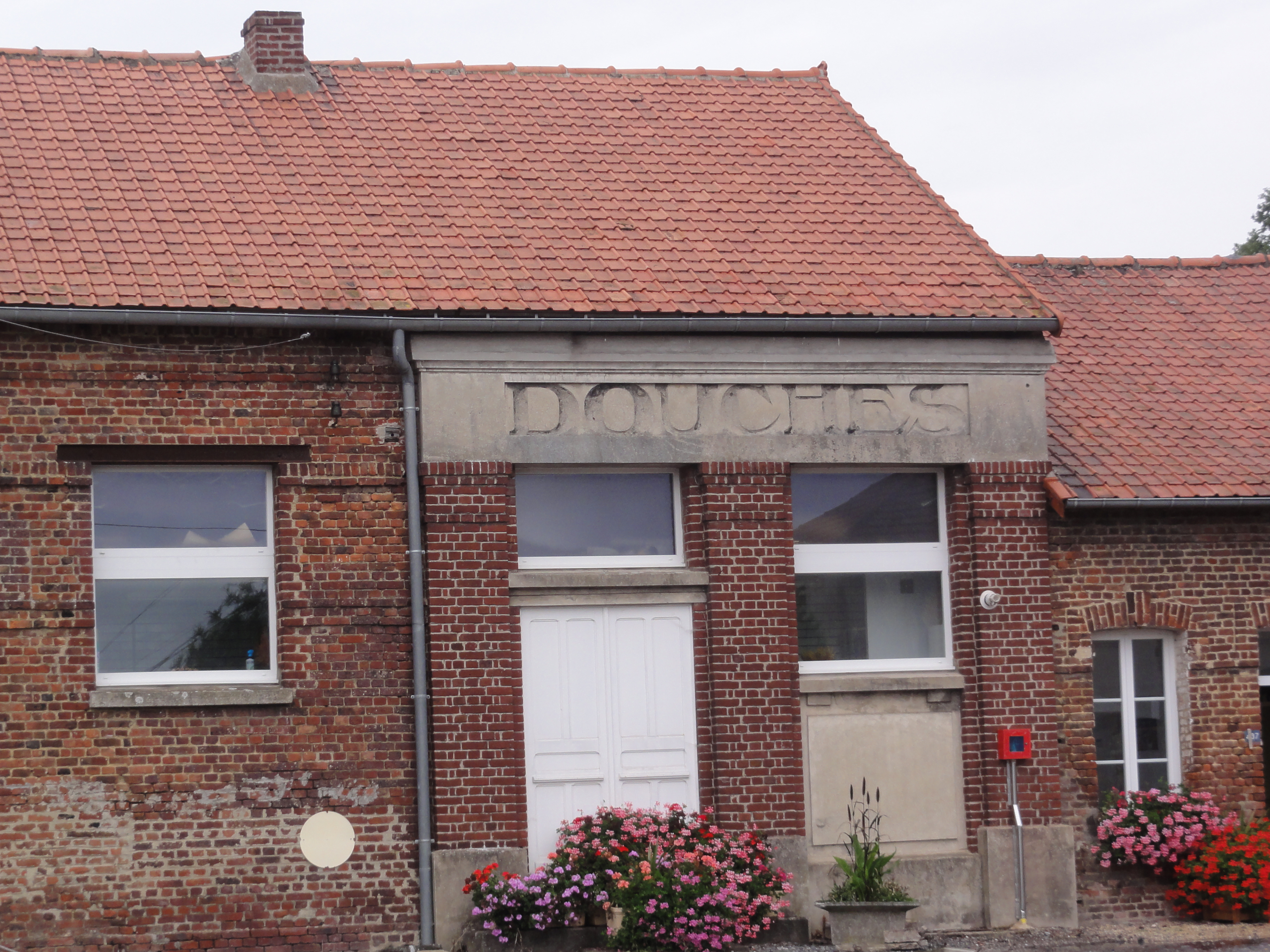
L'ancien bâtiment douches.
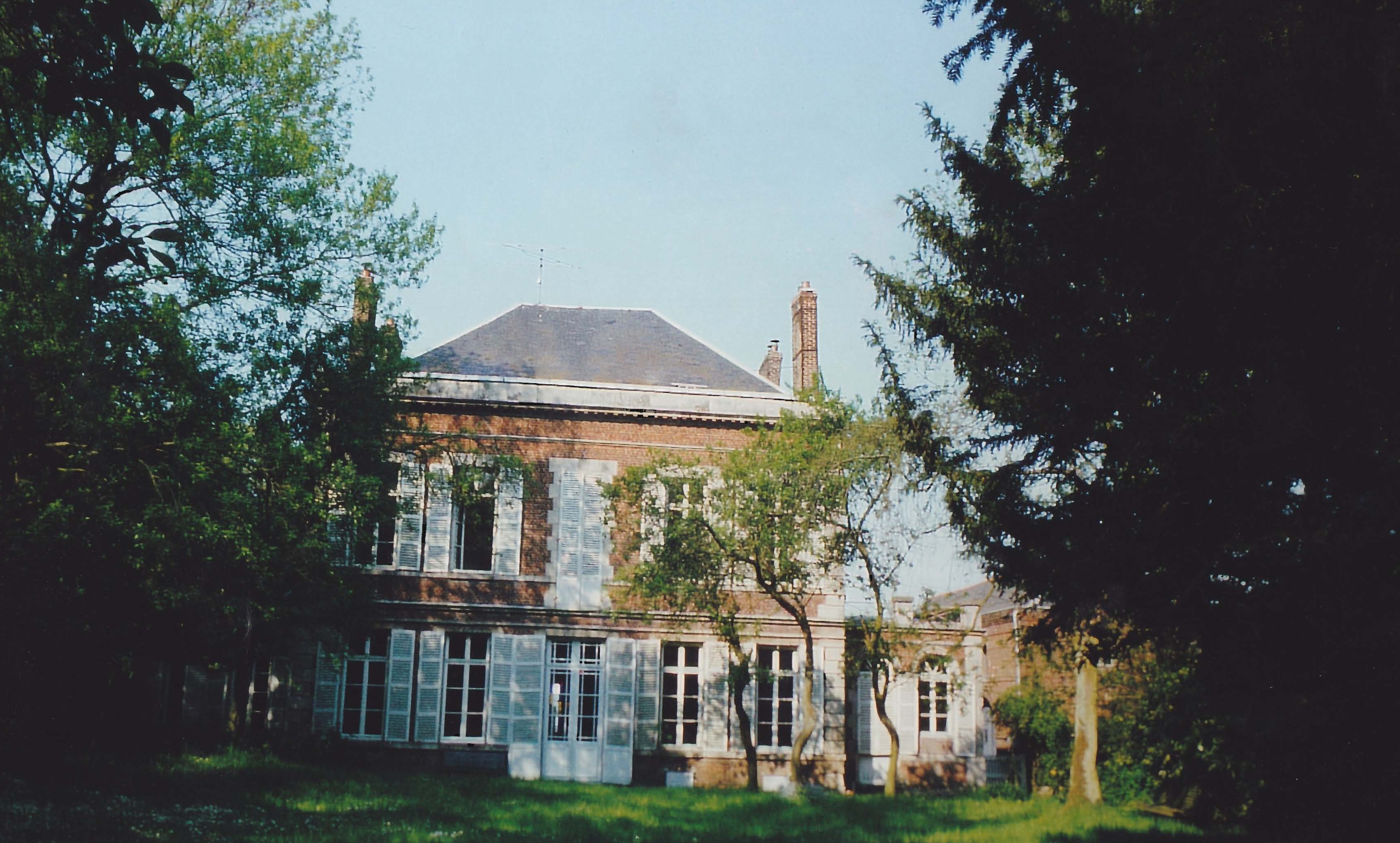
Le manoir et l'if (à droite).

### Personnalités liées à la commune
- Émile Dehelly (1871-1969), acteur de théâtre et de cinéma, né à Fresnoy-le-Grand.
- Émile Flamant (1896-1975), peintre et fresquiste, mort à Fresnoy-le-Grand.
- Francis Lalanne (1958), auteur-compositeur-interprète, est impliqué dans la vie sportive de la commune. En effet, le stade a été renommé en son honneur, entrainant son arrivée en tant que président de l'AS Fresnoy-le-Grand. En avril 2014, la première décision du nouveau maire Pierre Flamant a toutefois été de le débaptiser. Le nom de l'artiste a depuis cette date été retiré du stade de la commune.

### Fresnoy-le-Grand dans les arts et la culture
Fresnoy-le-Grand est le lieu d'action de la nouvelle "Une histoire de voleurs", de Félix Davin (1807-1836), publiée à titre posthume en 1837 dans Le Musée des Familles.

### Héraldique
| Blason de Fresnoy-le-Grand | Blason  | D'azur à trois paniers d'osier d'or. Ornements extérieursCroix de guerre 1914-1918 |
| Blason de Fresnoy-le-Grand | Détails | Le statut officiel du blason reste à déterminer.                                   |